# Львів
Львів (МФА: [lʲʋʲiu̯]ⓘ) — місто на заході України, адміністративний центр Львівської області, Львівського району, Львівської міської громади, національно-культурний та освітньо-науковий осередок країни. Великий промисловий центр, і транспортний вузол. Вважається сучасною столицею Галичини та найбільшим містом на заході країни. Утворює Львівську агломерацію. За кількістю населення — п'яте місто країни (717 273 жителі станом на 1 січня 2022 року).
Місто Львів засновано за часів правління Данила Галицького, перша письмова згадка про місто датується 1256 роком. Близько 1272 року, місто стало столицею Галицько-Волинського князівства (Руського Королівства). Невдовзі, після смерті Князя Юрія II, місто на понад чотири століття опинилося під владою Королівства Польського. У 1356 році, місто отримало Маґдебурзьке право. В епоху Середньовіччя, місто стало важливим торговельним центром. Після розпаду Австро-Угорщини, місто на деякий час було столицею Західноукраїнської Народної Республіки, але після українсько-польської битви за місто в листопаді 1918 перейшов під контроль Польщі.

Під час Другої світової війни місто захопив Радянський Союз, а згодом — Німеччина. Після війни було юридично закріплено ялтинську угоду 1945, за якою Східна Галичина й зокрема Львів лишався у складі Української РСР. 1946 року між Польщею та УРСР відбувся обмін населенням, який разом із наслідками війни суттєво вплинув на населення Львова. З 1991 року Львів перебуває у складі незалежної України.
Історичний центр Львова занесено до списку Світової спадщини ЮНЕСКО. У місті розташована найбільша кількість пам'яток архітектури в Україні. 2009 року Львову надано звання Культурної столиці України. Місто періодично посідає чільні місця в рейтингах туристичної та інвестиційної привабливості.

## Назва
Засновник Львова король Данило назвав місто на честь свого сина князя Лева Даниловича. Назва міста різними мовами виглядає так: польською мовою — Lwów (МФА: [ˈlvuf]), англійською та французькою — Lviv (МФА: [ləˈviːv]), російською — Львов (МФА: [ˈlʲvɔf]), німецькою — Lemberg (МФА: [ˈlɛmbɛɐ̯k]; зараз — також Lwiw), їдиш — לעמבערג (МФА: [ˈlɛmbɜrg]), латинською — Leopolis (МФА: [lɛˈɔpɔlɪs]), вірменською — Լվով (МФА: [ˈlvɔv]), кримськотатарською — İlbav (МФА: [ilˈbav]).
У давнину зустрічалися варіанти назви Львігород (Lwihorod), Levenberg, Lemborg, Lemburg, Lemburga, Leonsburg, Lewensburg, Leontopolis, Leobios, civitas Leona, Léopol, İli, İlibot, Litbon, Litbade.
Щодо Львова традиційними є багато епітетів. Розповсюдженою є назва «Місто Лева». Час від часу вживаються такі порівняння, назви та словосполучення, як «місто левів», «місто сплячих левів», «Королівське місто», «Перлина корони Європи», «Місто-музей», «столиця Галичини», «маленький Париж», «маленький Відень», «український П'ємонт», «Бандерштадт», «культурна столиця України» та інші.

## Символіка

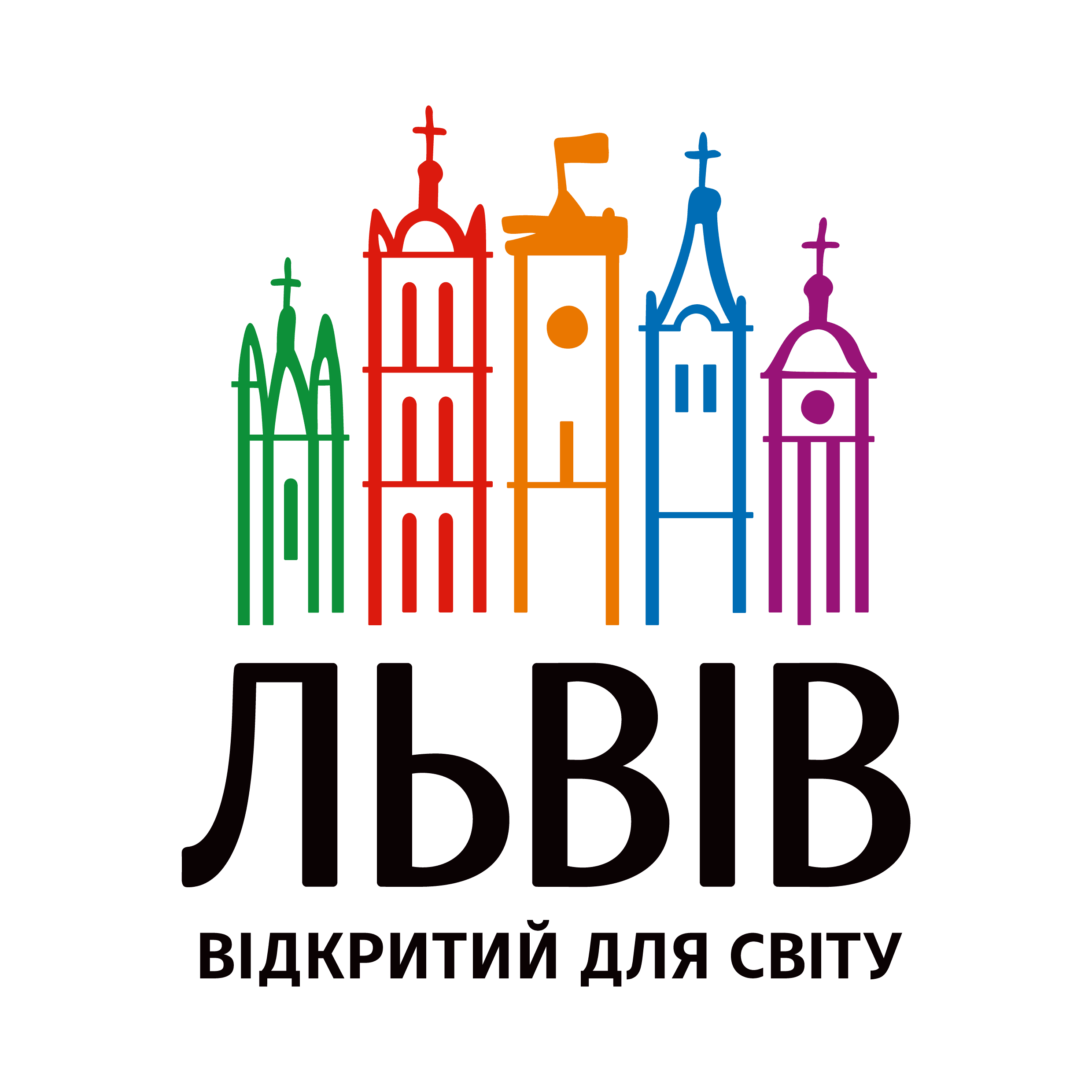
Логотип Львова

Офіційно затвердженими символами Львова є герб, великий герб, хоругва Львівської міської ради та логотип. Статут Львова символами міста визначає також назви чи зображення архітектурних та історичних пам'яток.
До основи сучасного герба Львова покладено герб із печатки міста з середини XIV ст. — кам'яна брама з трьома вежами, в отворі воріт якої ступає золотий лев. Великий герб Львова — це щит із гербом міста, увінчаний срібною міською короною з трьома зубцями, який тримають лев і давньоруський воїн. Прапором Львова є синє квадратне полотнище з зображенням міського герба, обрамлене лиштвою, що складається з жовтих та синіх рівнобедрених трикутників по краях. Логотипом Львова є зображення п'яти різнобарвних веж (зліва — направо): дзвіниці Вірменського собору, вежі Корнякта, міської ратуші, вежі Латинської катедри, дзвіниці монастиря Бернардинів та слоган «Львів відкритий для світу» під ними.
Де-факто девізом Львова сьогодні є гасло «Львів відкритий для світу», адже воно зображене на логотипі міста. На гербі 1936—1939 років як девіз використовувався латинський вислів «Semper fidelis» (Завжди вірний), проте після Другої світової війни він більше не вживався.
З XVII століття патроном Львова вважався святий Ян з Дуклі. Сьогодні заступником міста є святий Юрій Змієборець. До дня його пам'яті, у першу неділю травня, відзначається День міста. Серед шанованих львів'янами міських свят також День прапора (3 квітня; на згадку про 3 квітня 1990 року, коли за 16 місяців до проголошення незалежності України на львівській ратуші було піднято синьо-жовтий прапор) та День Листопадового чину (1 листопада; в пам'ять про Листопадовий чин, коли в ніч на 1 листопада 1918 року у Львові було встановлено Західноукраїнську Народну Республіку). 27 липня у Львові день жалоби за жертвами Скнилівської трагедії.
Львів отримував орден «За військову доброчесність», найвищу військову нагороду Польщі, та Орден Леніна, найвищу нагороду Радянського Союзу.

## Географія

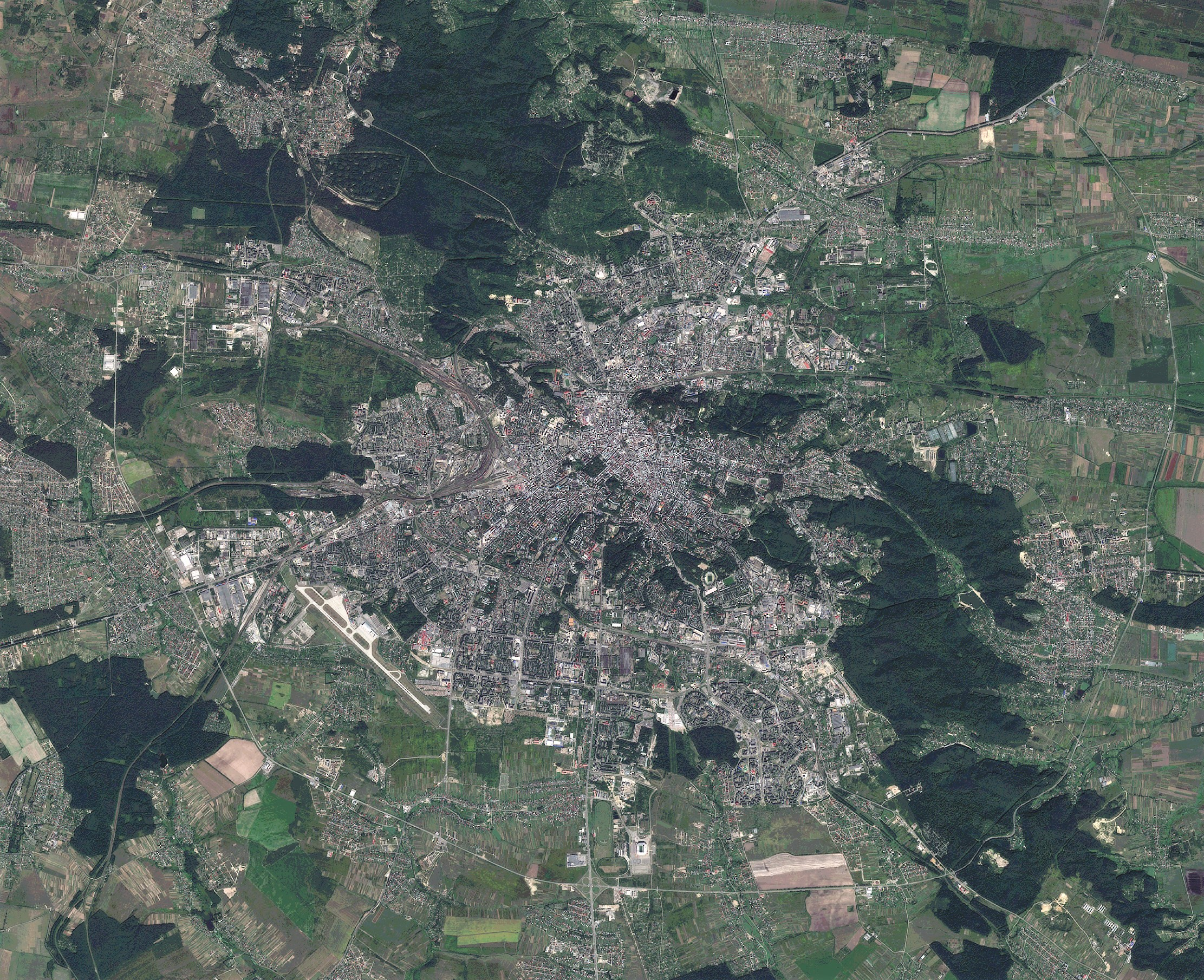
Львів та околиці, знімок супутника Європейського космічного агентства Sentinel-2 (30 серпня 2017 року)

### Розміщення та фізична географія
Львів розташований у центральній частині Львівської області, у східноєвропейському часовому поясі на 24 меридіані; місцевий час відстає від поясного на 24 хвилини. Площа міста — 148.95 км².
Львів знаходиться на відстані близько 70 км, від центру міста, до державного кордону з Польщею, на стику Львівського плато, горбкуватого Розточчя і низинної Надбужанської котловини. Через нього проходить пасмо пагорбів Головного європейського вододілу, який розмежовує річки Балтійського та Чорноморського басейнів (відповідно річок Західного Бугу та Дністра). Середня висота Львова над рівнем моря — 289 метрів. Найвища точка міста — гора Високий замок (413 м над рівнем моря). Історично Львів було збудовано на річці Полтві (притока Бугу), але у XIX столітті русло річки прокладено через головний міський колектор (під проспектами Шевченка, Свободи та Чорновола).

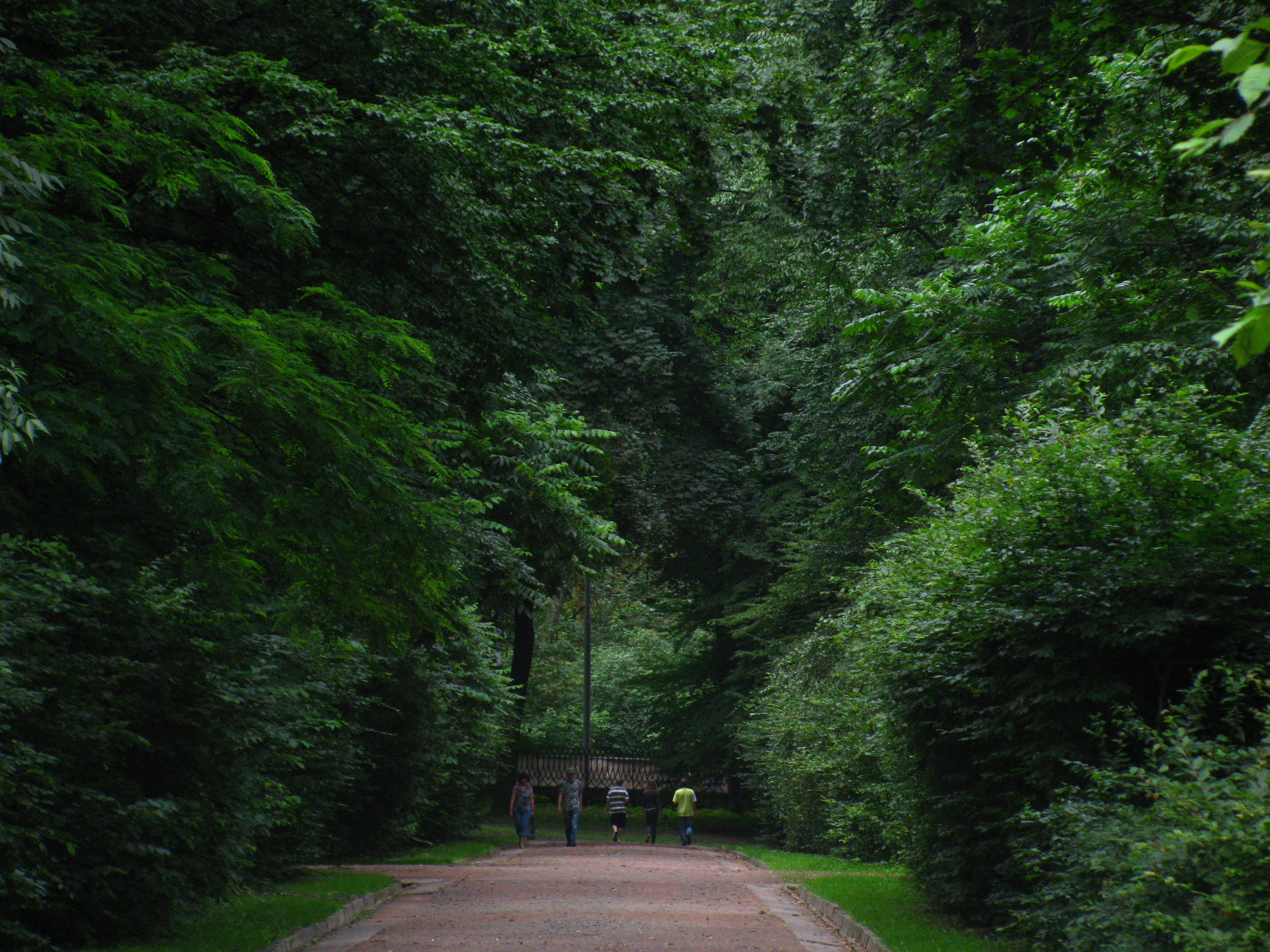
Горішня частина Стрийського парку (2009)

У Львові понад 20 парків і зелених зон, 2 ботанічні сади і 16 пам'яток природи. Два парки є пам'ятками садово-паркового мистецтва національного значення, один — місцевого. У міських межах розташований регіональний ландшафтний парк «Знесіння» — природоохоронна територія площею понад 300 га, яка має максимально наближену до природних умов екосистему.
У межах міста поширені верхньокрейдові, верхньоміоценові і четвертинні відклади:
- Верхньокрейдові відклади представлені товщею маастрихтських світло-коричневих мергелів, потужністю близько 50 м. Ці відклади є регіональним водотривом.
- Верхньоміоценові відклади представлені (знизу догори): миколаївськими пісками і пісковиками, товщею літотамнієвих вапняків із пропластками гіпсів. Ці відклади незгідно залягають на верхньокрейдових і переважно розвинуті на головному вододілі. Потужність верхньоміоценових відкладів сильно змінюється, а у багатьох місцях ці відклади повністю знищені дочетвертинною ерозією.
- Четвертинні відклади представлені переважно дольдовиковим лесом, пісками, травертинами і постльодовиковими болотними суглинками і торфовищами в районі Білогорщі і долині Полтви.

У Львові поширені чорноземи, елювіальні і торфово-болотні ґрунти.

### Клімат

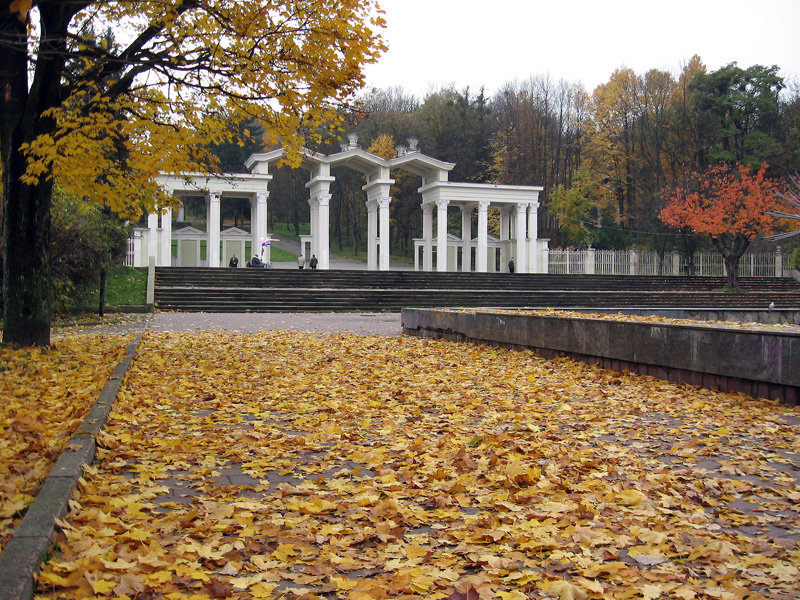
Головний вхід в парк Богдана Хмельницького восени (2007)

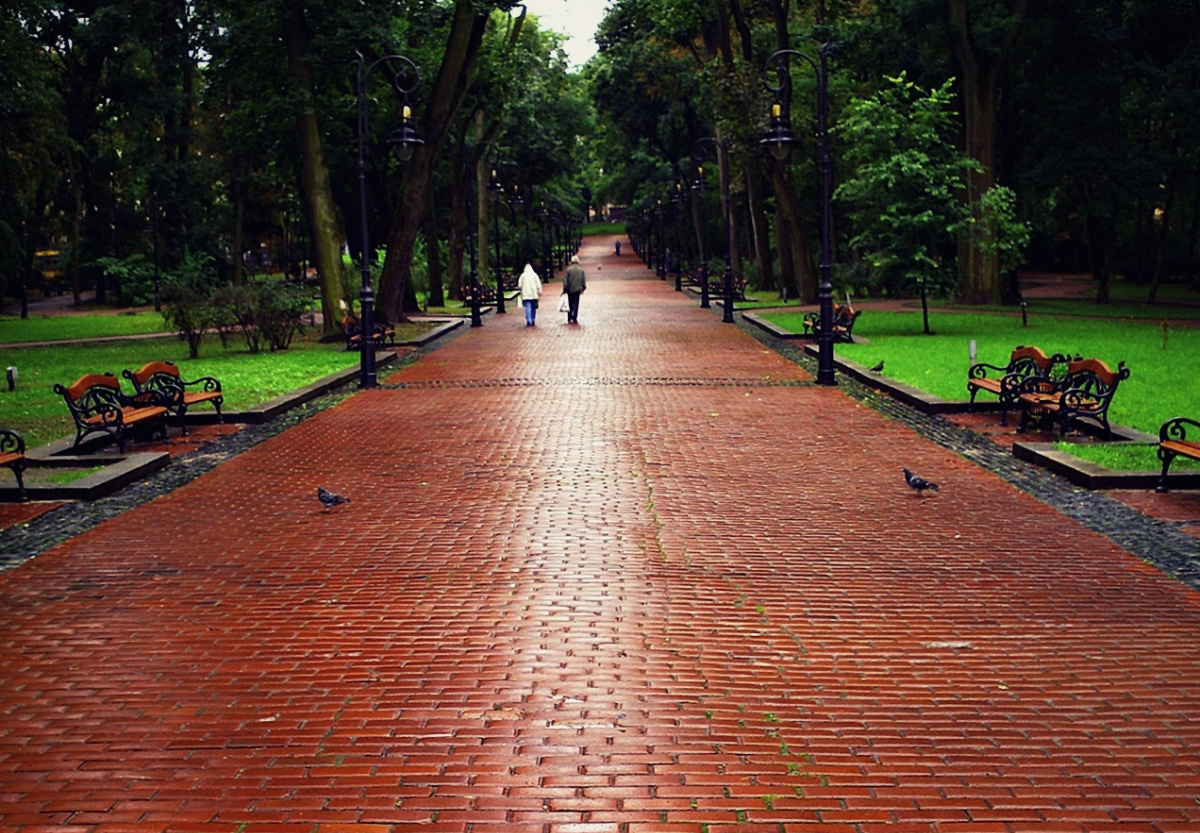
Парк імені Івана Франка влітку після дощу (2010)

Львівський клімат помірно континентальний з м'якою зимою і теплим літом. Середньомісячна температура повітря становить −3 °C у січні і +19 °C у липні. Абсолютний максимум температури повітря (+37,0 °C) зафіксований у серпні 1921 року, абсолютний мінімум — (−33,6 °C) 10 лютого 1929 року; максимальна кількість опадів (1 422 мм) випала 1893 року. Загалом за останні 100—120 років температура повітря у Львові має тенденцію до підвищення. За цей період середньорічна температура підвищилася принаймні на 1 °C. У травні 2024 року синоптики продовжили фіксувати історичні рекорди підвищення температури повітря за останні 78 років. Вологість повітря в середньому за рік становить 79 %. Найчастіше дмуть західні вітри, найрідше — північно-східні.
Львів характеризується найбільшою кількістю опадів і найнижчими літніми температурами серед усіх обласних центрів України, що спричинено чи не найменшою континентальністю місцевого клімату з-поміж великих міст України. У середньому за рік випадає 767 мм атмосферних опадів: найменше — в січні, найбільше — в липні. За рік у місті в середньому 174 дні з опадами. Через це місто часто називають «приреченим на дощ». Тема львівського дощу є популярною серед місцевих художників, поетів і музикантів. Середня висота снігового покриву становить 7,8 см
Для всіх пір року характерні різкі перепади атмосферного тиску, температур і вологості повітря. Зими м'які — морози нижче −20 °C спостерігаються вкрай рідко. Стійкий сніжний покрив встановлюється не кожної зими. Весна прохолодна та дощова, заморозки і снігопади можливі до початку травня. Літо прохолодне. Звичайні літні полуденні температури в межах +20-25 °C, спека вище +30 °C спостерігається рідко. Влітку частими є грозові зливи і різкі перепади температур при проходженні атмосферних фронтів. При цьому майже щороку спостерігаються ураганні вітри, які призводять до повалення дерев, обриву ліній електропередач, невеликих руйнувань. Так, 2008 року, внаслідок буревію загинуло 4 людей. Осінь помірно тепла і суха. Тривалість вегетаційного періоду — 215 днів.
Мікроклімат центральної частини міста, яка розташована в улоговині, характеризується нижчими мінімальними та вищими максимальними температурами. Для підвищених околиць характерні сильні вітри.
| Клімат Львова                        | Клімат Львова | Клімат Львова | Клімат Львова | Клімат Львова | Клімат Львова | Клімат Львова | Клімат Львова | Клімат Львова | Клімат Львова | Клімат Львова | Клімат Львова | Клімат Львова | Клімат Львова |
| Показник                             | Січ.          | Лют.          | Бер.          | Квіт.         | Трав.         | Черв.         | Лип.          | Серп.         | Вер.          | Жовт.         | Лист.         | Груд.         | Рік           |
| Абсолютний максимум, °C              | 14,9          | 17,9          | 23,5          | 28,9          | 32,2          | 34,1          | 36,3          | 35,6          | 34,5          | 25,6          | 21,6          | 16,5          | 36,3          |
| Середній максимум, °C                | 0,2           | 2             | 7             | 14,5          | 19,5          | 23            | 24,7          | 24,5          | 19            | 13,2          | 6,8           | 1,5           | 13            |
| Середня температура, °C              | −2,7          | −1,5          | 2,5           | 9             | 13,8          | 17,3          | 19            | 18,5          | 13,5          | 8,4           | 3,3           | −1,3          | 8,3           |
| Середній мінімум, °C                 | −5,7          | −4,8          | −1,4          | 3,8           | 8,4           | 12            | 13,7          | 13,2          | 8,7           | 4,4           | 0,4           | −4,1          | 4,1           |
| Абсолютний мінімум, °C               | −28,5         | −29,5         | −25           | −12,1         | −5            | 0,5           | 4,5           | 2,6           | −3            | −13,2         | −17,6         | −25,6         | −29,5         |
| Норма опадів, мм                     | 45.5          | 47.7          | 48.1          | 51.9          | 93.4          | 86.3          | 96.2          | 72.5          | 69.9          | 56.6          | 49.7          | 49.5          | 767.3         |
| ------------------------------------ | ------------- | ------------- | ------------- | ------------- | ------------- | ------------- | ------------- | ------------- | ------------- | ------------- | ------------- | ------------- | ------------- |
| Джерело: температура повітря і опади |               |               |               |               |               |               |               |               |               |               |               |               |               |

### Стан довкілля
З 1990-х років, відколи у Львові спостерігається економічний спад, екологічна ситуація у місті покращилася. За цей період закрито низку великих промислових підприємств, унаслідок чого зменшилися і промислові викиди. Водночас низка природних чинників зумовлює тенденції до підвищення забруднення повітря, зокрема, у центральній частині Львова. У цій частині міста рельєф знижується і тому тут погана циркуляція повітря, це призводить до великої концентрації вуглекислого газу, оксидів азоту і сірки, цьому сприяє ще й інтенсивний автомобільний рух через історичний центр міста. Тому у безвітряну погоду в центрі Львова можливе утворення смогу. Загалом викиди автотранспорту до атмосфери становлять понад 50 % усіх викидів міста, близько 30 % припадає на теплоенергетику.
Основними забруднювачами повітря є ТЕЦ-1, ТЕЦ-2, електроламповий завод «Іскра», ізоляторний завод і також, звичайно, очисні споруди «Львівводоканалу». Водночас, порівняно з іншими великими містами України, Львів в екологічному аспекті є відносно чистим містом.

## Історія

### Галицько-Волинське князівство

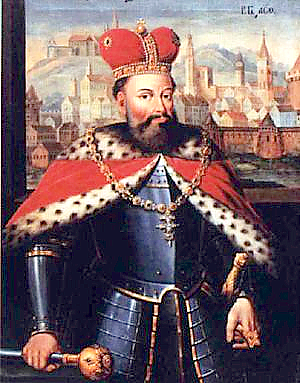
Король Лев I Данилович на тлі Львова. Портрет XVII століття

Археологічні розкопки свідчать, що територія сучасного міста була заселена ще у V столітті. Наприкінці X століття ці землі ввійшли до складу Русі, зокрема удільних Галицького, а з 1199 року — Галицько-Волинського князівств.
Засновником міста традиційно вважають короля Данила, який назвав укріплене поселення на честь свого сина Лева. Л. Войтович на основі білорусько-литовських літописів і авторів XVI—XVIII ст. стверджує, що місто заклав Лев Данилович. Місто розташувалося на межі належних Левові Перемишльського та Белзького князівств. Ярослав Ісаєвич припускає, що Данило Романович здійснював загальне керівництво будівництвом, а Лев Данилович керував роботами безпосередньо на місці. Л. Войтович зазначає, що Лев вже 1245 року у битві під Ярославом командував окремим полком, отже, мав власний уділ, у якому міг закладати міста й без дозволу батька. В «Енциклопедії українознавства» час заснування датують кінцем 1240-х або початком 1250-х. Краєзнавець Мечислав Орлович припускав, що місто засноване через цілковиту руйнацію княжого Галича монголо-татарами 1240 року, хоча Галич було зруйновано 1241 року.
Перша письмова згадка про Львів міститься у Галицько-Волинському літописі і датується 1256 роком, від якого і ведеться міське літочислення. Руський Львів складався з дитинця (Високого замку), королівської резиденції (Низького замку) та укріпленого подолу в районі сучасної площі Старий Ринок.
1272 року син короля Лев Данилович, який сприяв розвитку міста (зокрема, визначив для новоприбулих три дільниці: на сході — руську, на півночі — для вірмен для татар, на півдні — для юдеїв) переніс столицю Галицько-Волинської держави з Холма до Львова. Тут також, ймовірно, перебував фактичний осідок митрополитів Галицьких, настоятелів окремої митрополії Константинопольського патріархату, що існувала з перервами від 1303 до 1401 року.
Після смерті галицько-волинського князя Юрія II Болеслава 1340 року волинські бояри проголосили правителем Дмитра-Любарта Гедиміновича. Того ж року король Польщі Казимир III напав на Львівську і Перемишльську землі; між ним і Любартом почалася «Війна за галицько-волинську спадщину». За цих умов місцеві бояри під проводом Дмитра Дедька взяли владу до своїх рук, спершу визнаючи зверхність Королівства Польського, а з 1341 року — сюзеренітет Дмитра-Любарта Гедиміновича. 1349 року, після смерті Дмитра Дедька, Казимир III удруге захопив Львів і спробував приєднати (за іншими даними приєднав) Галичину до Польщі на автономних правах.
1356 року король Казимир III здійснив повторну локацію міста, перемістивши новий центр на південь від первісного, княжого граду. Поруч із руським подолом запрошені королем будівничі за німецькими зразками звели нове готичне місто-фортецю, поділене на квартали, з Ринком посередині. Більшість його населення становили німці; українці-русини жили переважно в передмістях. Існували самоврядні вірменська і єврейська громади. 1356 року король Казимир III надав Львову «маґдебурзьке» право самоврядування. З часів Казимира і до початку 15 ст. карбував монети Львівський монетний двір.
1370 року, за договором між Казимиром III і угорським королем Людовиком, Галичина перейшла під владу угорського монарха, який хотів включити її до складу Королівства Угорського, зустрівши опір польських можновладців. 1387 року донька Людовика, польська королева Ядвіґа Анжуйська, після військового походу захопила ці землі для Польщі.
1379 року Львів, що лежав на важливому відтинку Великого шовкового шляху з Криму до Німеччини, отримав «абсолютне складкове право». Воно передбачало, що всі купці, які везли товари через місто, були зобов'язані впродовж двох тижнів виставляти свій крам на продаж у Львові, а вже потім могли їхати далі. Місто стало важливим ремісничим і торговельним центром. Широко знаними були ярмарки на день св. Аґнеси (21 січня) та св. Маргарити (13 липня), пізніше святоюрські.
1434 року автономія Галичини як Королівства Руського була скасована, а на більшості його земель утворено Руське воєводство з центром у Львові. У XV ст. Львів був Лемберґом: місто мало «німецьке обличчя», німецькою мовою «ґмінна рада» видавала ухвали, велися дискусії, виголошувалися проповіді в костелах. Полонізація міста почалася за правління двох останніх Ягеллонів.

### Королівство польське та Річ Посполита
Через посилення експансії Османської імперії до Європи обсяги торгівлі через Львів значно зменшилися, що спричиняло збідніння міста. Падіння Константинополя сприяло появі в місті багатьох греків. Великим ударом стала пожежа 1527 року, найстрашніша в історії міста, коли готичний Львів вигорів до пня. Для відбудови були запрошені архітектори з Північної Італії, які застосовували ренесансний стиль. Торговельні шляхи занепали, тому відновлення економіки міста було пов'язане з розвитком місцевого виробництва. Основними продуктами експорту стали риба, віск та хутро, зокрема, соболі.
У другій половині XVI століття у Львові починають діяти Успенське православне братство та школа при ньому, тут веде свою діяльність першодрукар Іван Федорович. Станом на 1630 рік у місті проживало 25—30 тисяч мешканців, що робило його найбільшим містом на території сучасної України.
1578 року в урочистій обстановці Стефан Баторій підписав документ, яким створювалося козацьке реєстрове військо. З козацької сторони свою вірність засвідчила делегація старшини на чолі з Андрієм Лиханським. Фактично узаконювався новий юридичний стан — козацтво, що мало важливе значення в тогочасному суспільстві.

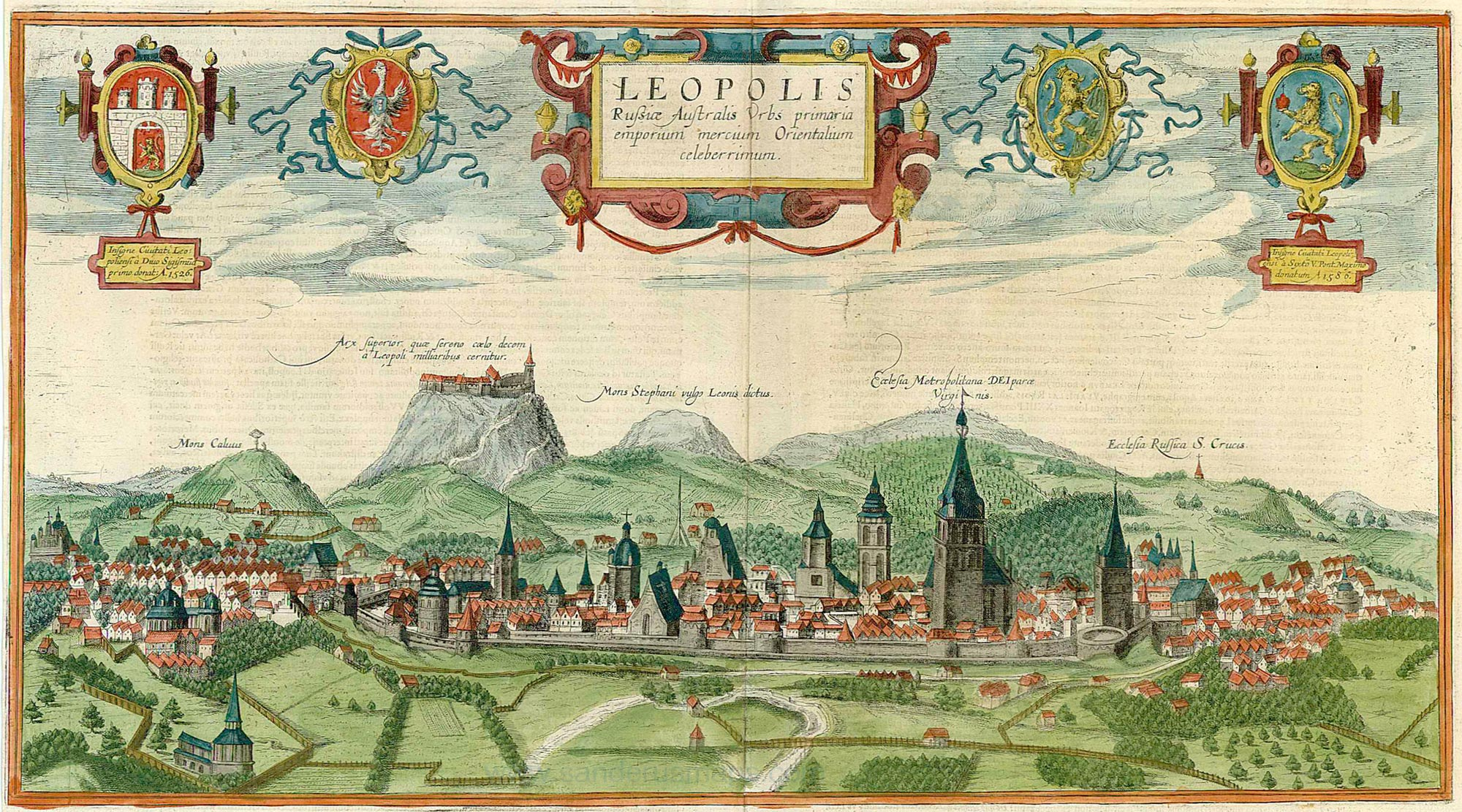
Панорама Гогенберга (1618)

1661 року львівська Колегія єзуїтів отримала статус університету.
Однак, починаючи зі середини XVII століття місто переживає спустошливі війни. 1648 — українське козацьке військо Богдана Хмельницького оточило Львів, козаки Максима Кривоноса штурмом взяли Високий Замок, уперше за всю його історію. 1704 року шведські війська під керівництвом короля Карла XII під час Великої Північної війни здобули укріплений центр міста (також уперше в його історії) і пограбували його. Після цього Львів почав хилитися до занепаду.

### Австро-Угорщина
1772 року внаслідок першого поділу Речі Посполитої Львів відійшов до складу Габсбурзької монархії, ставши столицею коронної провінції — Королівства Галичини і Лодомерії. Австрійська влада впорядкувала міське господарство, у 1777–1820 роках було знесено міські мури, споруджувалися нові квартали у стилі класицизму. Під час австрійського панування в місті активно розвивалася наука і культура: було збудовано два великі театри, реорганізовано Університет і відкрито Політехніку, організовано видавничу справу, запроваджено вуличне освітлення, громадський транспорт, залізничне сполучення. У цей період у Львові було винайдено гас і гасову лампу, запущено першу в світі повітряну кулю на рідкому паливі, споруджено перший в Європі залізобетонний міст.
Під час революції «Весни народів» у Європі 1848 року повстала польська патріотична верхівка. Руське населення також створило власні репрезентативні структури. Урешті, Відень був змушений піти на поступки і надати автономію Королівству Галичини і Лодомерії. З цим починається новий розквіт міста. Львів став центром українського та польського національних визвольних рухів, адже закони в Австро-Угорщині були демократичнішими, ніж у Росії чи Пруссії, у складі яких перебували решта польських та українських земель.

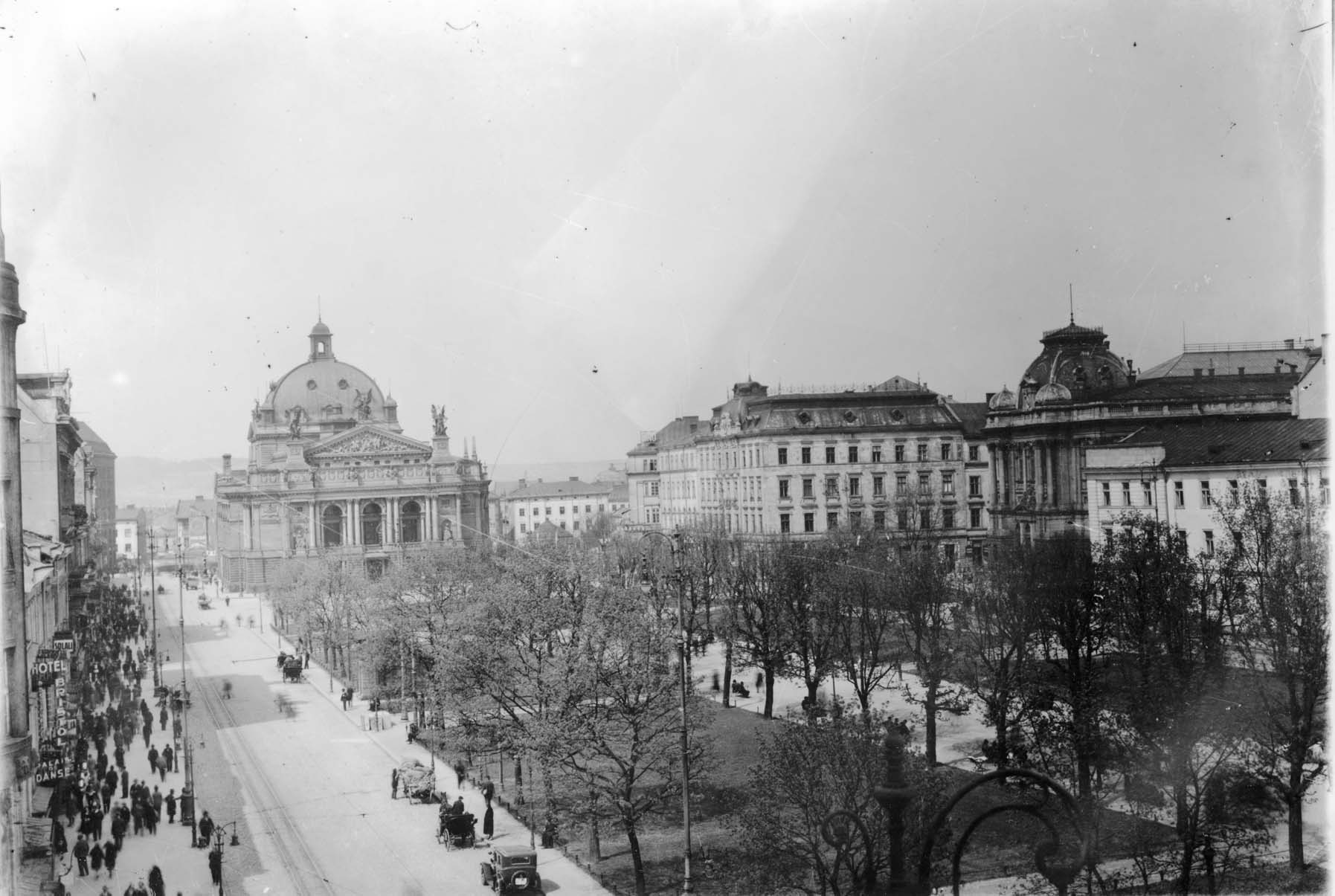
Проспект Свободи на початку XX століття

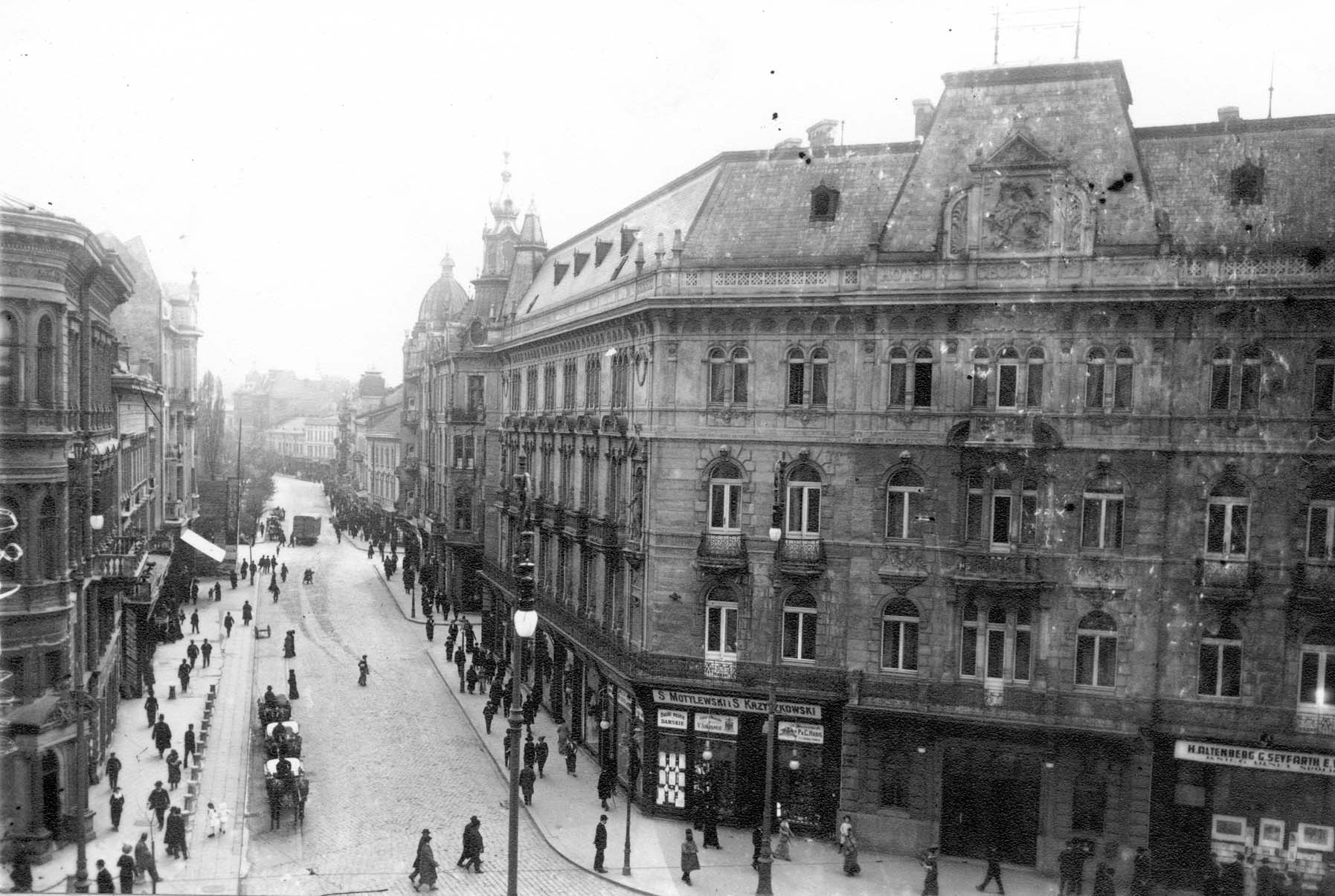
Готель «Жорж» і початок проспекту Шевченка на початку XX століття

Під час Першої світової війни у 1914–1915 роках Львів був окупований Російською імперією. Тут перебував адміністративний центр Галицько-Буковинського генерал-губернаторства.

### Українська революція
10 лютого 1918 року в місті пройшла велика українська маніфестація на площі Ринок на честь укладення Берестейського мирного договору з УНР; з балкона «Просвіти» учасників привітав Кость Левицький, лунало «Вже воскресла Україна…». 12 лютого 1918 р. в залі «Української бесіди» відбулося зібрання української громадськості, де обговорили ставлення українців Львова до миру з УНР, схвалили: укладення миру між УНР та сусідами; повернення Холмщини, Підляшшя до Української держави; текст телеграми УЦР, Українській Раді Народних Міністрів, Українській Мировій Делегації. Радість українців Львова занепокоїла поляків (професорів, доцентів університету та інших), 14 лютого було підступно побито дружину четаря УСС Стефанію Новаківську. 3 березня 1918 року в місті відбулося «свято державності і миру» (віче) на підтримку дій уряду УНР, на якому були присутні близько 60 000 осіб.
У ніч на 1 листопада 1918 року у місті відбулося взяття українцями влади — (Листопадовий чин), унаслідок чого 13 листопада 1918 року була офіційно проголошена Західноукраїнська Народна Республіка зі столицею у Львові. Переважання в місті польського населення та бажання поляків відновити кордони Речі Посполитої спричинило Польсько-українську війну, яка завершилася окупацією Галичини і приєднанням до Польщі. Львів став адміністративним центром Львівського воєводства.

### Польська Республіка

Оркестра Янівського табору (1943). Фотографію використовували для ілюстрації доказів на Нюрнберзькому процесі

Львів у складі міжвоєнної Польщі був великим культурним та науковим центром. Місто поповнилося новими районами (Левандівка, Новий Львів, Персенківка, Нове Знесення та ін.). У Львові витворилася автохтонна міська вулична культура (батяри, львівський шансон), з того часу з'явилася традиція називати Львів «маленьким Парижем». Більшість населення становили поляки 64 %; частка євреїв становила близько 25 %, українців — близько 7-9 % населення міста. Проти українців Львова, як і всієї Галичини, проводилася дискримінаційна політика пацифікації, що породила спротив населення і виникнення українських радикальних партій, зокрема Організації українських націоналістів під проводом Євгена Коновальця. У цей період Львів стає центром українського визвольного руху і втримує цей статус до 1990-х років.

### Радянський період
1939 року згідно з пактом Молотова — Ріббентропа Львів і Галичина були окуповані Радянським Союзом і ввійшли до складу Української Радянської Соціалістичної Республіки. Місто стало адміністративним центром Львівської області. У червні 1941 року Львів був окупований нацистською Німеччиною і став центром дистрикту Галичина в складі генерал-губернаторства. Українські патріоти проголосили 30 червня 1941 року на площі Ринок у Львові Акт відновлення Української держави, проте німецька адміністрація розпочала проти них терор. Німці винищували польську інтелігенцію, а внаслідок Голокосту загинуло майже все єврейське населення Галичини. 1942 року українські націоналісти створили Українську повстанську армію, яка почала військові дії проти німців. Від листопада 1943 року нею командував Роман Шухевич. Улітку 1944 року УПА та Армія Крайова намагалися взяти місто під свій контроль, зокрема, на ратуші висів прапор Польщі, однак, 27 липня 1944 року Львів зайняв сталінський СРСР.
Унаслідок Другої світової війни Львів упродовж 1946 року покинула більшість поляків, що населяли місто. Відбувся так званий обмін населенням із Польщею. На їхнє місце прибули українці зі Сходу, переселенці з Росії й російськомовні євреї. Проти УПА велася нещадна війна, що супроводжувалася жорстокими репресіями проти місцевого українського населення. 5 березня 1950 року Роман Шухевич загинув на конспіративній квартирі в околицях Львова у Білогорщі.
|                                                |  |  |
| Ювілейна монета НБУ присвячена 750—річчю міста |  |  |

Радянська влада індустріалізувала Львів, звівши ряд промислових гігантів у місті. Сюди в 1950-х і особливо у 1960-х роках масово переселяються українці з навколишніх сіл. Було збудовано великі спальні райони, як-от Сихів, Рясне, Збоїща, на вулицях Любінській, Науковій, ін. У Львові вкотре змінилося населення. Тепер він став найбільшим українськовним містом світу (українською розмовляли близько 80 % мешканців) і центром національно-визвольного руху, який привів до проголошення незалежності України 24 серпня 1991 року.

### У Незалежній Україні

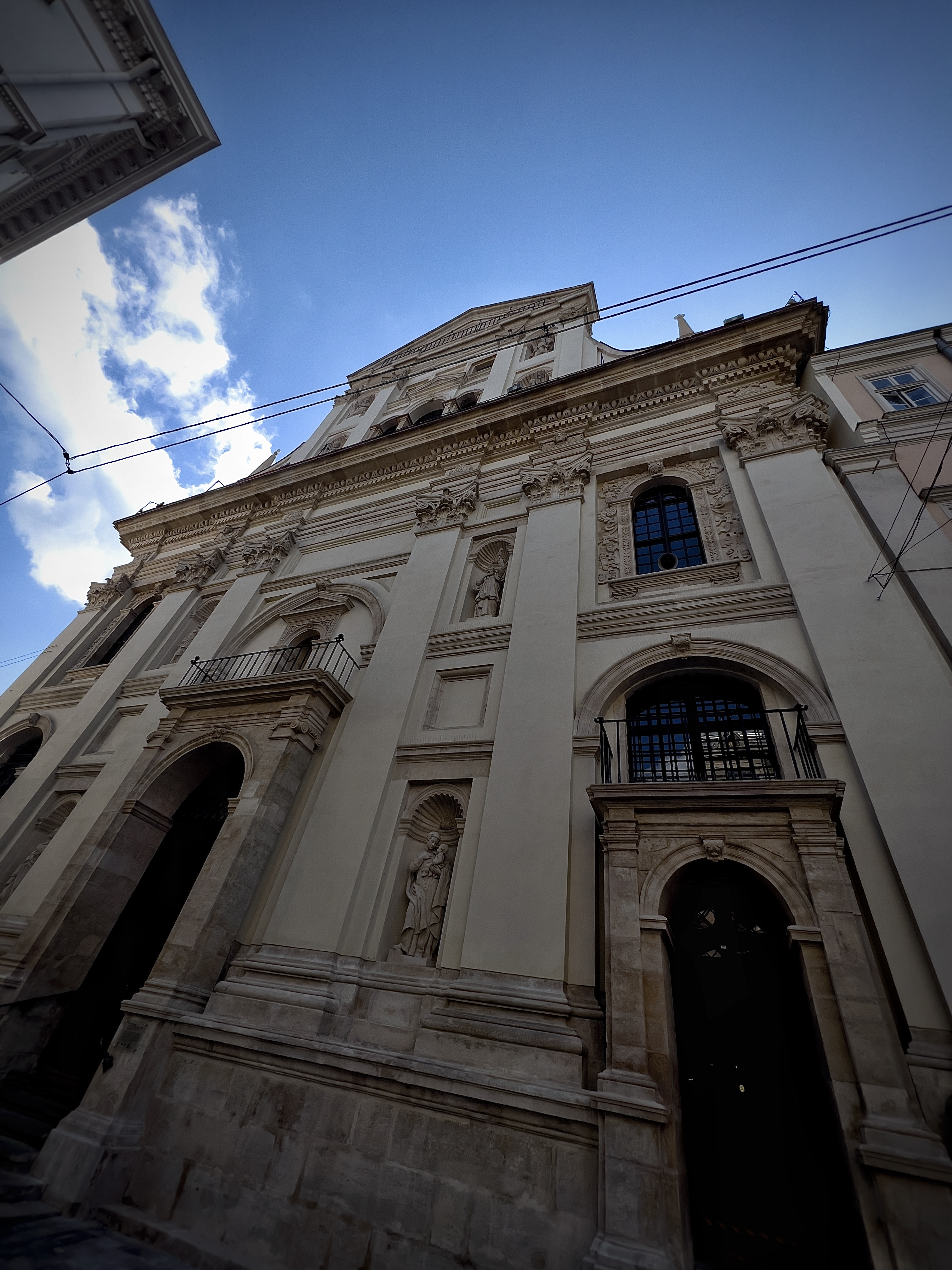
Гарнізонний храм святих апостолів Петра і Павла

У 1990-х роках внаслідок влади Леоніда Кравчука відбувається розвал великих підприємств і триває затяжна економічна криза. Львів зберігає значення як великий культурно-релігійний, освітній і науковий центр, розвивається сфера послуг, зокрема туризм. З 1994 року у місті відбувається щорічний Форум видавців. Серед знакових подій початку 2000-х: візит Папи Римського Івана Павла II 2001 року (Богослужіння у Львові за його участі зібрало кілька сотень тисяч вірян) та Скнилівська трагедія під час авіашоу 2002 року, яка забрала життя 77 людей.
Львів'яни брали активну участь у Помаранчевій революції та Революції гідності. 1 грудня 2013 року на майдані перед пам'ятником Тарасові Шевченку — традиційному місці проведення міських мітингів — у вічі взяло участь понад 50 тисяч осіб. Львів збирав другі за чисельністю мітинги серед усіх міст України (після Києва).
Львів став одним із міст-господарів чемпіонату Європи з футболу 2012 року, в рамках підготовки до якого збудовано новий термінал аеропорту та футбольний стадіон.
2016 року запущено трамвай на Сихів, що сполучив найбільший спальний район із центром міста. У 2010-х активно триває будівництво торгово-розважальних і житлових комплексів, старі промислові об'єкти переобладнують у відкриті багатофункціональні простори та офісні центри. Водночас, невирішеною залишається низка інфраструктурних і побутових проблем, наприклад, проблема переробки сміття після закриття Грибовицького сміттєзвалища.

#### Російсько-українська війна
Перед початком повномасштабного російського вторгнення в Україну, з міркувань безпеки, до Львова почали переміщуватися посольства та консульства різних країн, які повернулися до столиці лише влітку 2022 року. Зранку 18 березня 2022 року Львів вперше з початку російського вторгнення зазнав ракетного удару. Як повідомив голова Львівської ОДА Максим Козицький чотири ракети влучили в авіаремонтний завод, що біля Львівського аеродрому; ще дві ракети були збиті українськими ППО. Жертв немає, є один поранений. 26 березня о 20 годині був здійснений ще один ракетний обстріл по Львівському бронетанковому заводу, результатом якого стали досить серйозні руйнування. 18 квітня 2022 року черговий ракетний удар російської армії вбив сімох і поранив одинадцять мешканців Львова. 3 травня російська армія здійснила ракетний обстріл електропідстанцій, внаслідок чого 3 людини було поранено, а у місті відбулися короткочасні перебої електроенергії та водопостачання.
Унаслідок бойових дій, багато людей зі східної та південної частин України були вимушені евакуюватися в більш безпечні регіони. Станом на 18 липня у Львові та області перебувало 244 151 вимушених переселенців. За час війни до Львова, станом на 29 квітня, було релоковано понад 100 підприємств з району ведення бойових дій. Також, до міста почалася евакуація закладів різних сфер діяльності, зокрема, у Львові перебували київські Центр дитячої кардіології і кардіохірургії та Музей науки та інші. У Львові свої зустрічі з українським президентом Володимиром Зеленським проводили генеральний секретар ООН Антоніу Гутерреш та президент Туреччини Реджеп Ердоган.

## Адміністрація

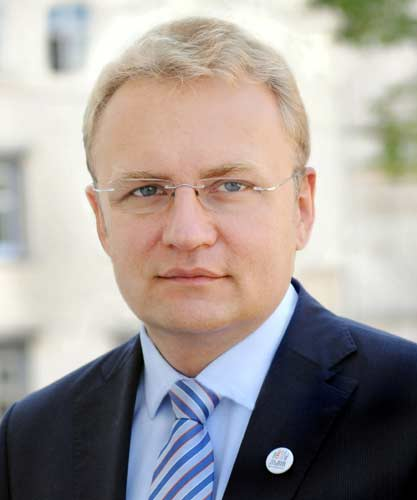
Міський голова Львова Андрій Садовий

### Адміністративний поділ
Львів поділяється на 6 адміністративних районів: центральна частина належить до Галицького району, західна — до Залізничного, північна — до Шевченківського, східна — до Личаківського, південно-східна — до Сихівського, а південна — до Франківського. Разом з цим, у вжитку збереглися давні назви частин міста та сільських місцевостей, які увійшли з часом до складу міста, як-то Левандівка, Білогорща, Збоїща, Рясне, Майорівка, Вулька, Новий Львів, Снопків, Боднарівка, Пирогівка, Козельники, Сихів тощо. Деякі з них відображені сьогодні у назвах вулиць.
У підпорядкуванні Львівської міської ради перебувають місто Винники та селища Брюховичі й Рудне.

### Устрій
До складу Львівської міської ради входять 64 депутати, яких обирає громада міста терміном на 5 років. З 2020 року у Львівській міській раді представлені 5 політичних партій: «Європейська Солідарність» (26 депутатів), «Самопоміч» (17), «Голос» (8), ВАРТА (7) та «Свобода» (6 депутатів).
Виконавчу владу очолює міський голова (мер) та Виконавчий комітет (Виконком), який складається з 6 членів. Йому підпорядковані 6 департаментів, кожен з яких відповідає за певну сферу міського життя: містобудування, економічну політику, фінансову політику, гуманітарну політику, житлове господарство та інфраструктуру, а також департамент розвитку. Сьомий департамент, «Адміністрація міського голови», забезпечує координацію дій виконавчої влади у місті. У кожному адміністративному районі органом виконавчої влади є районна адміністрація. З 2006 року мером міста є Андрій Садовий.
Місто поділене на 56 поліційних дільниць, які підпорядковуються Головному управлінню МВС України у Львівській області. У Львові діють слідчий ізолятор № 19 (Бригідки) та виправні колонії № 30, № 48.

## Населення

### Чисельність
Станом на 1 січня 2016 року населення Львова становило 728 350 містян. Під час останнього перепису населення, який пройшов 2001 року, населення Львова становило 758 тисяч жителів; під час передостаннього перепису, 1989 року, — 815 тисяч.
За даними обласного управління статистики 51,8 % населення складають жінки, 48,2 % — чоловіки. Згідно з дослідженням Інституту розвитку міста, проведеним із червня по грудень 2011 року, 56 % львів'ян — віряни УГКЦ, 23 % — віряни УПЦ КП, 4 % — віряни УАПЦ, 2 % — вірні УПЦ (МП), ще 6 % — послідовники інших християнських конфесій.
Згідно з цим же дослідженням, 51 % львів'ян мають вищу освіту, 25 % — лише середню спеціальну освіту, 10 % мають лише середню освіту.
Найбільшу популярність серед львів'ян мають праві й, подекуди, центристські сили. Натомість ліві політичні партії не здобувають понад 10 % підтримки, однак це більше, ніж в інших виборчих округах Львівської області. На парламентських виборах 2007 року громадяни міста, що взяли участь у голосуванні, підтримали Блок Юлії Тимошенко (44 %), Блок «Наша Україна — Народна самооборона» (34 %), Партію регіонів (8 %) і Всеукраїнське об'єднання «Свобода» (8 %). На президентських виборах 2010 року у першому турі найбільшу підтримку виборців здобули Віктор Ющенко (31 %), Юлія Тимошенко (26 %), Арсеній Яценюк (11 %), Віктор Янукович (9 %) та Сергій Тігіпко (8 %); у другому турі 77 % громадян, які прийшли на дільниці, проголосували за Юлію Тимошенко, 15 % — за Віктора Януковича і 7 % не підтримали жодного кандидата.
2011 року у Львові було здійснено 6723 злочинів, або 88,4 на 10 тис. населення. Львів має найнижчий рівень злочинності серед українських міст з населенням понад 500 тисяч осіб. 2005 року в органах внутрішніх справ зареєстровано 36 000 заяв громадян. 2006 року в місті зафіксовано 135 злочинів, здійснених неповнолітніми. У 2007 у Львові було зареєстровано 3 тисячі безхатченків.
Після початку російського вторгнення 2022 року, станом на 2024 рік у Львові більше 150 тис. внутрішньо переміщених осіб. Кількість населення Львова разом з переселенцями нині становить близько одного мільйона жителів.

### Національний склад

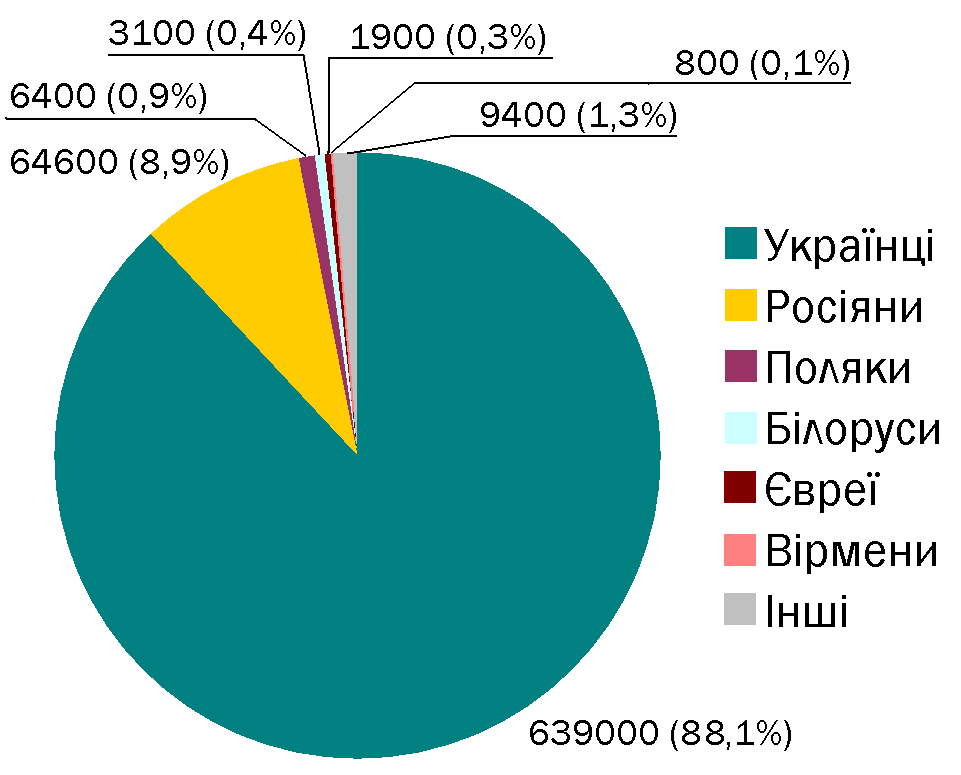
Національний склад населення Львова станом на 2001 рік

Згідно з останнім переписом населення, 2001 року, коли він проходив, українці становили 88,1 % населення міста. Найбільшою національною меншиною була російська (8,9 %), менш чисельними були польська (0,9 %), білоруська (0,4 %), єврейська (0,3 %) та вірменська (0,1 %). На інші національності припадало 1,3 %.
Схожа ситуація спостерігається з кінця XX століття. Історично, Львів був заснований як місто з переважальним руським населенням, проте вже в середині XIII століття, після перенесення до Львова столиці Галицько-Волинського князівства, у місті почали з'являтися національні меншини, зокрема, вірменська і німецька. Після приєднання Львова до Польського королівства, більшість населення становили поляки і німці, які згодом асимілювалися. У цей час сформувалися вірменський і єврейський квартали, які мали часткове самоврядування. За австрійського панування така етнічна ситуація збереглася. У міжвоєнний період XX століття більшість населення становили поляки, близько третини — євреї, близько десятини — українці. Внаслідок Голокосту та Радянсько-польського договору 1945 року у Львові практично не залишилося євреїв і поляків, натомість, із приходом радянської влади, зросла частка росіян, які становили прислану адміністрацію. З індустріалізацією, міське населення поповнилося українцями, урбанізованими з мешканців області.
У місті діє ряд діаспорянських організацій. Російська меншина згуртовується довкола Російського товариства імені Пушкіна, яке діяло на базі Російського культурного центру до 2017 року. До 2020 року у середніх загальноосвітніх школах № 6, № 17, № 35, № 45, № 52 навчання велося російською мовою.
Польська громада згуртовується навколо Товариства польської культури Львівщини. До 2012 року видавалася «Gazeta Lwowska», що була однією з найстаріших польськомовних газет світу. Польською мовою ведеться викладання у середніх загальноосвітніх школах № 10 та № 24.
Життя інших національних меншин менш зорганізоване. Воно проходить навколо релігійних організацій, зокрема, євреї гуртуються навколо синагоги, вірмени — навколо Вірменської церкви.

### Мовний склад
Розподіл населення за рідною мовою за даними перепису 2001 року:
| Мова       | Чисельність, осіб | Відсоток, % |
| ---------- | ----------------- | ----------- |
| Українська | 641 688           | 88,48 %     |
| Російська  | 72 125            | 9,95 %      |
| Інше       | 11 389            | 1,57 %      |
| Разом      | 725 202           | 100 %       |

Українська мова є основною та єдиною офіційною мовою міста.
За даними опитування, проведеного Інститутом розвитку міста у 2000 році, українською мовою в приватному спілкуванні послуговувались 79 % львів'ян, 20 % — російською.
Згідно з опитуванням, проведеним Соціологічною групою «Рейтинг» у січні-лютому 2017 року, українською вдома розмовляли 89 % населення міста, російською — 4 %, українською та російською однаково — 6 %.
Згідно з опитуванням, проведеним Міжнародним республіканським інститутом у квітні-травні 2023 року, українською вдома розмовляли 96 % населення міста, російською — 3 %.
Згідно з опитуванням, проведеним Міжнародним республіканським інститутом у квітні-травні 2024 року, українською вдома розмовляли 97 % населення міста, російською — 5 % (на відміну від опитування 2023 року було дозволено вибір кількох варіантів).

## Економіка

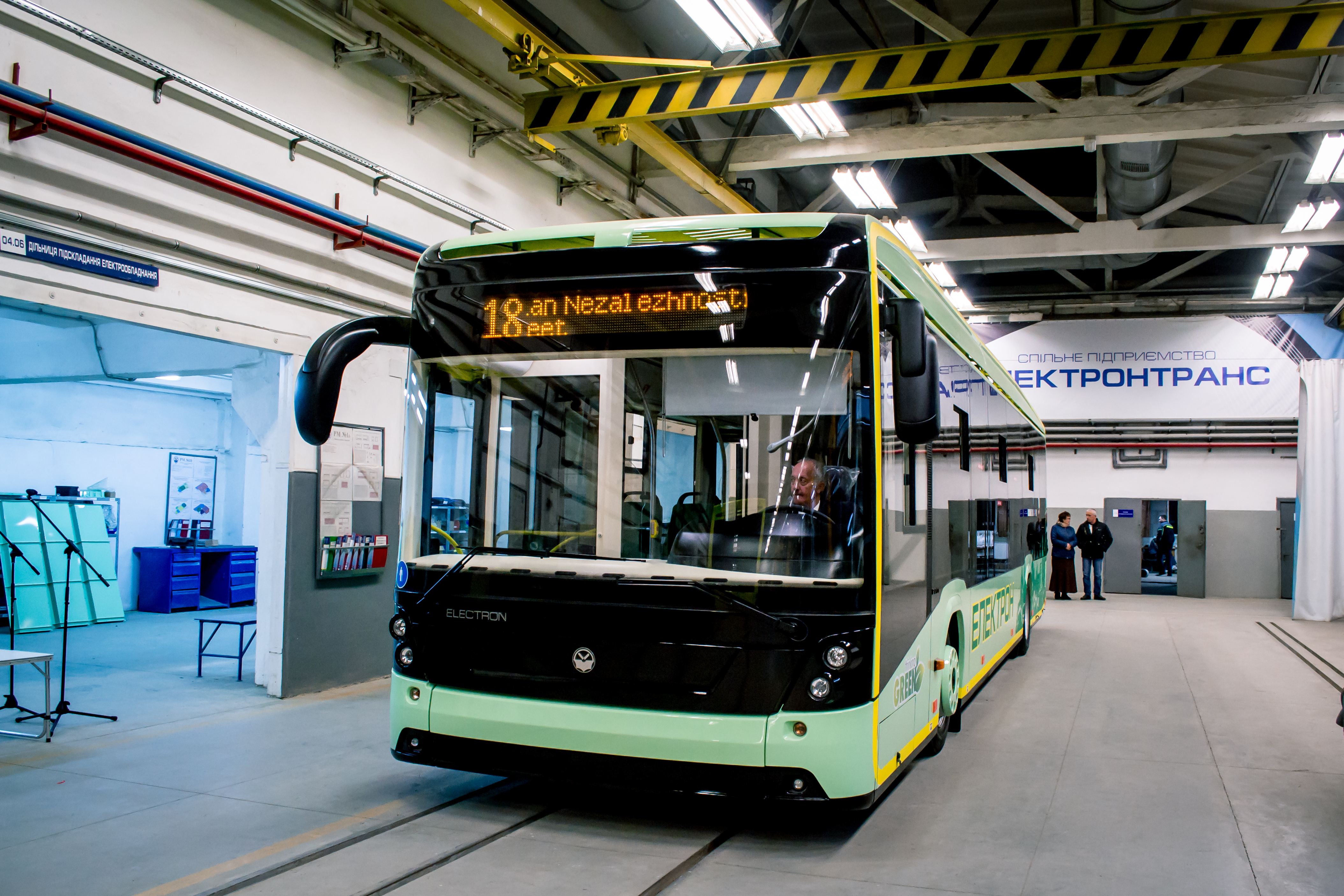
Електробус «Е19101» у цеху ПАТ «Концерн-Електрон» (2015)

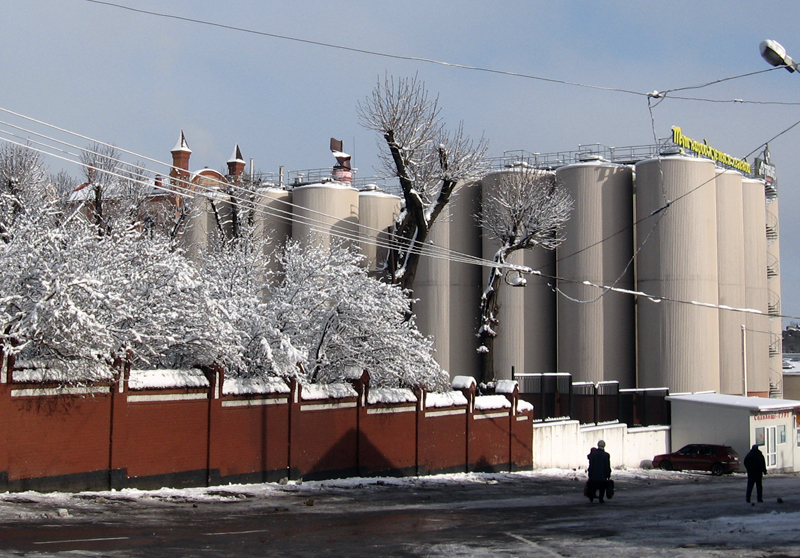
Львівська пивоварня (2007)

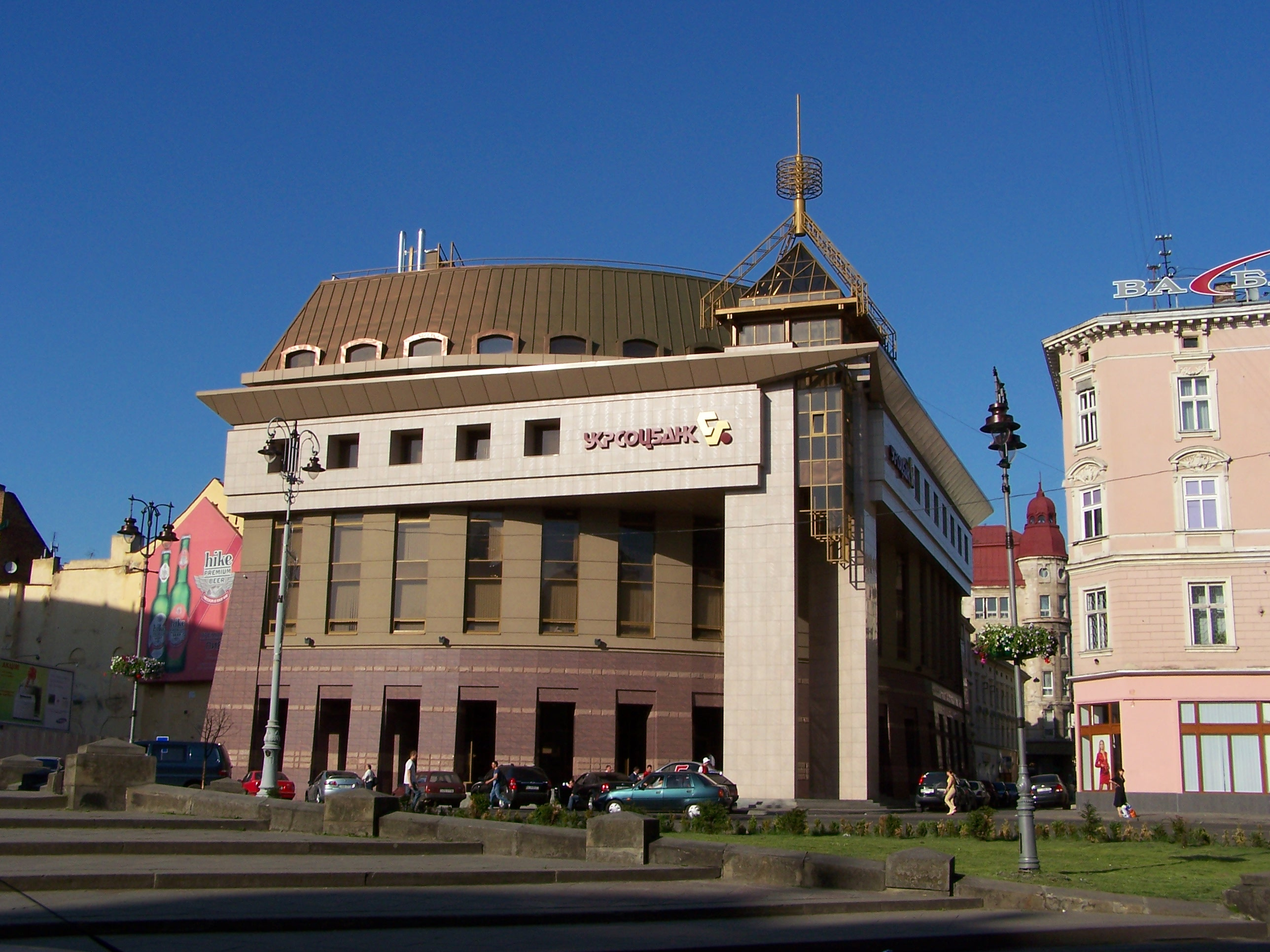
Філія Укрсоцбанку у Львові (2007)

Львів є найважливішим діловим центром Західної України. Станом на 1 січня 2011 року до економіки Львова було інвестовано 837,1 мільйонів доларів США, що становить майже дві третини від загального обсягу інвестицій до Львівської області. 2015 року у підприємства Львова було залучено 14,3 млн дол. США прямих іноземних інвестицій, що, втім, удвічі менше, ніж роком раніше (30,9 млн дол. в 2014). Станом на січень — вересень 2017 року, обсяг прямих іноземних інвестицій Львівщини становив 52,4 млн дол. США. За даними управління статистики, іноземний капітал був інвестований 31 країнами світу (найбільшими інвесторами з яких були партнери з Польщі — 47,7 %; Австралії — 11,3 %; Кіпру — 10,7 % та Нідерландів — 6 %). Загальний обсяг видатків міського бюджету Львова 2020 року встановлено в розмірі близько 11,655 млрд гривень.
Середня заробітна плата у Львові 2015 року у сфері бізнесу становила 7 041 грн, у бюджетній сфері — 4 175 грн. 1 лютого 2014 року зареєстроване безробіття становило 0,6 %. У вересні 2017 року середня номінальна заробітна плата одного штатного працівника становила 6784 грн, що на 41,0 % більше за показник вересня 2016 року.
У Львові працює 218 великих промислових підприємств, понад 40 комерційних банків, 4 біржі, 13 інвестиційних компаній, 80 страхових організацій, 24 лізингові фірми, 77 аудиторських фірм, майже 9 тисяч малих підприємств. Після розпаду Радянського Союзу в місті спостерігаються тенденції до закриття великих промислових підприємств, зокрема, через банкрутство, спричинене, подекуди, невдалою пострадянською приватизацією. Наприклад, у Львові базувалися Львівські авіалінії, однак з року в рік флот авіакомпанії зменшувався і зрештою вона була ліквідована. Натомість спостерігається розвиток туристичної галузі та галузі інформаційних технологій. Так, 1991 року провідне місце серед галузей промисловості займало машинобудування та металообробка. Натомість на початку XXI століття переважальною є харчова промисловість, частка якої вже 2001 року становила 39,4 %. Питома вага продукції машинобудування та металообробки склала 17,6 %, легкої промисловості — 6,2 %, хімічної та нафтохімічної — 6,0 %, енергетики — 4,9 %, промисловості будматеріалів — 5,5 %. У місті сконцентровано 95 % загальнодержавного виробництва освітлювальних ламп, 100 % виробництва автонавантажувачів, 11 % виробництва автобусів.
Основні промислові підприємства:
- ПАТ «Концерн Галнафтогаз» — власник мережі АЗК «ОККО» — однієї з найбільших в Україні
- ЗАТ «ЛФК Світоч» — виробництво какао, шоколаду та солодощів
- «Галка Лтд» — виробництво напоїв на основі кави, какао
- ВАТ «Львівська пивоварня» — виробництво пива
- Львівська тютюнова фабрика — тютюнові вироби
- ВАТ «ШП Світанок» — шкіряна промисловість
- ВАТ «Іскра» — виробництво ламп
- ДП «Державний ювелірний завод» — виробництво ювелірних виробів
- АТЗТ «Львівський жиркомбінат» — виробництво олійно-жирової продукції
- ВАТ «Львівський локомотиворемонтний завод» — ремонт електровозів
- ПАТ «Концерн-Електрон» — виробництво електроприладів, машинобудування.
- Галицький автозавод — машинобудування
- ЗАТ «Ензим» — виробництво дріжджів
- ПАТ «Концерн Хлібпром» — виробництво хліба
- ЗАТ «Львівський лікеро-горілчаний завод» — виробництво горілки, лікерів
- ВАТ «Львівський міський молочний завод» — виробництво молочної продукції
- СУШАТ «Весна» — виробництво одягу
- ТзОВ «Перша приватна броварня» — виробництво пива та квасу
- ТМ "Мій двір" — виробництво фігурних елементів мощення

Загальний обсяг реалізованої промислової продукції в місті 2015 року склав 24,2 млрд гривень, що на 39 % більше, ніж роком раніше (14,6 млрд грн в 2014).
У Львові базуються такі банки: Кредобанк, Ідея Банк, Оксі Банк та банк «Львів». Примітно що жоден львівський банк не збанкрутував протягом політичної і економічної кризи 2014-16 років (коли загалом в Україні закрився кожен другий банк). Це можна пояснити присутністю іноземного капіталу у більшості з них, а також меншим впливом анексії Криму і війни на Донбасі на економіку Західної України (в порівняні з рештою країни), де зосереджена більша частина їхньої діяльності.
Місто залишається великим бізнес-центром між Варшавою та Києвом. Згідно зі Стратегією економічного розвитку Львова до 2025 року передбачається, що основними галузями економіки міста мають стати туризм та інформаційні технології, пріоритетним також є сфера бізнес-послуг та логістики. Так, наприклад, у Львові розміщений сервісний центр Nestlé, з якого керуються підрозділи компанії в 20 країнах Центральної та Східної Європи. У 2016 було відкрито Глобальний сервісний центр VimpelCom, який обслуговує операції з фінансів, закупівель і HR-процесів у восьми країнах присутності компанії. У 2018 у Львові був відкритий Центр надання послуг PricewaterhouseCoopers який надає консультаційні та аудиторські послуги в країнах Центральної і Східної Європи.

### ІТ-сектор
2009 року KPMG, одна з найвідоміших міжнародних аудиторських компаній, внесла Львів до списку 30 міст світу з найбільшим потенціалом розвитку інформаційних технологій. У місті станом на грудень 2015 року діяло 192 IT-компанії, з яких: 4 великі (понад 400 працівників), 16 середніх (150—300 працівників), 97 малих (10—110 працівників) та 70 мікро-компаній (3—7 працівників). Серед найбільших є такі: SoftServe, ELEKS, GlobalLogic, Ciklum, EPAM, N-iX, Lohika, Sigma Sofware, Symphony Solutions, Perfectial, CoreValue та інші. Оборот ІТ-галузі Львова 2015 року склав 300 млн $. Щорічний прогнозований приріст у галузі складає 20 %. Близько 50 % IT-послуг експортується на ринок США, 37 % до країн Європи, решта до інших країн світу. У цій галузі було зайнято близько 15 тис. спеціалістів. Середня заробітна плата в 10 найбільших IT-компаній Львова 2015 року становила 28 тис. грн. За даними дослідження економічного ефекту IT-ринку Львова, реалізованого та оприлюдненого Львівським ІТ Кластером та соціологічною агенцією Фарма, станом на 2017 у Львові функціонує 257 IT-компанії, у яких працевлаштовано близько 17 тис. спеціалістів. Економічний ефект від ІТ-індустрії Львова складає 734 млн доларів США. 2017 року львівська компанія N-iX стала першою українською компанією, яка ввійшла в міжнародний рейтинг найбільших і найприбутковіших IT-компаній Software 500. У 2018 у Львові почалося будівництво першого IT-парку в Україні, у якому буде зайнято близько 10 тис. спеціалістів.

### Туризм у Львові
2008 року британська газета «The Times» у рейтингу міст Європи, які найкраще відвідати у вихідні, третє місце віддала Львову. У червні 2013 року сайт VirtualTourist на основі відгуків туристів відніс Львів на перше місце в рейтингу міст Європи, куди треба їхати негайно. Місто є національним лідером зі зростання кількості туристів. Так, за 2008—09 роки їх кількість зросла на 40 %, за рік місто відвідує близько 2 мільйонів осіб. У Львові розвивається як міжнародний, так і внутрішній туризм. За підрахунками в середньому за день іноземний турист витрачає у місті 172 євро, український — 94 євро. 2018 року, Львів єдиний з українських міст увійшов в рейтинг 100 найпопулярніших серед туристів міст у світі за версією британської аналітичної компанії Euromonitor. За даними компанії, Львів за рік відвідало 2,7 млн туристів, за цим показником він зайняв 80 місце у рейтингу, обійшовши такі міста як Тель-Авів, Франкфурт, Стокгольм, Ніцца, Ріо-де-Жанейро, Абу-Дабі, Порту, Доха.
За даними дослідження проведеного компанією Ernst & Young 2015 року, Львів названий найпривабливішим містом в Україні для професійної діяльності. Сюди хотіли б переїхати 71 % опитаних респондентів.
Міжнародне рейтингове агентство Fitch Ratings підтвердило довгостроковий рейтинг дефолту Львова в іноземній і національній валютах (РДЕ) на рівні «В-», прогноз за рейтингами «стабільний».

## Інфраструктура

«King Cross Leopolis» — найбільший торговельний центр Західної України (2010)

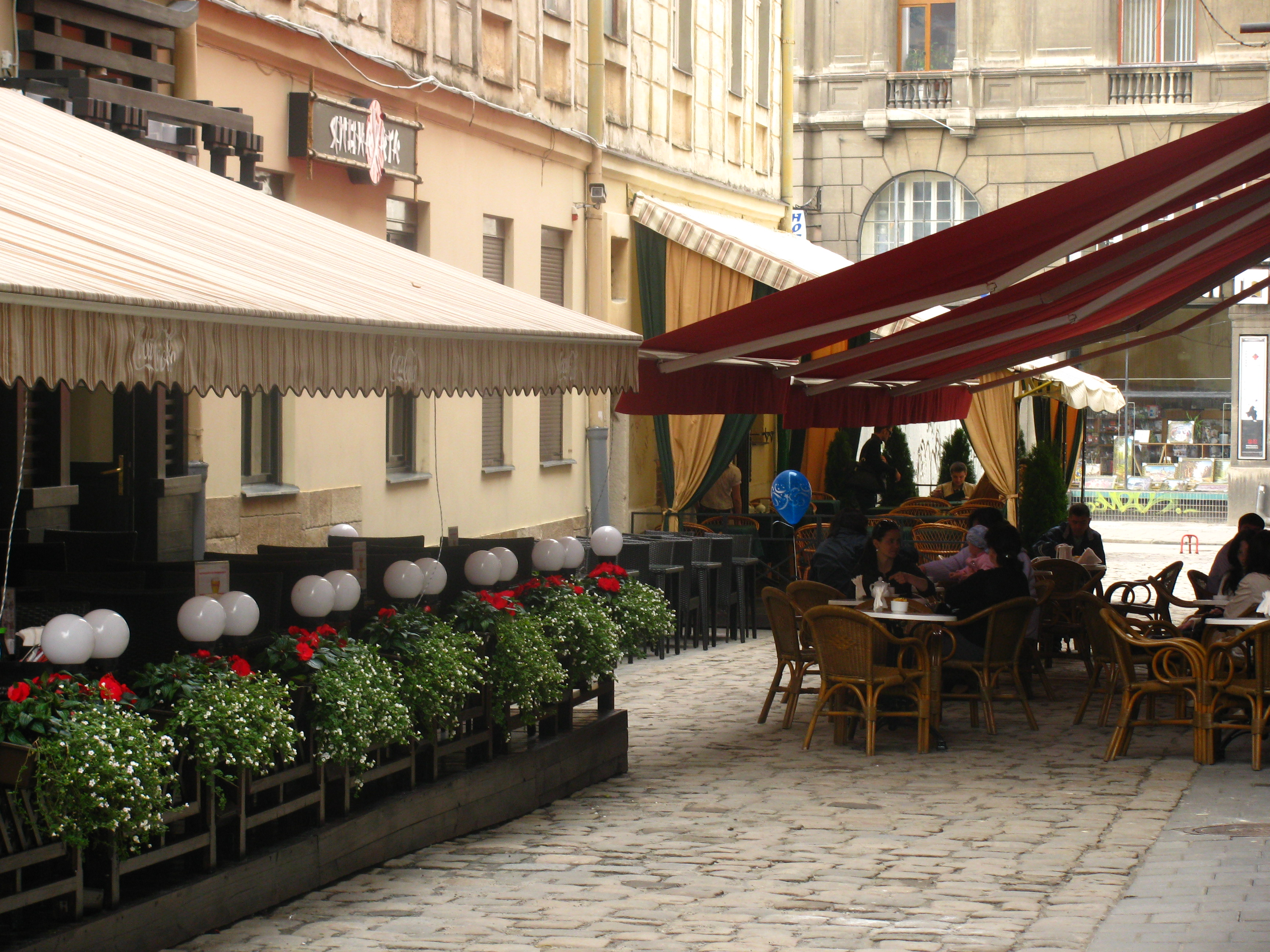
Відкриті тераси біля ресторацій на вулиці Староєврейській (2010)

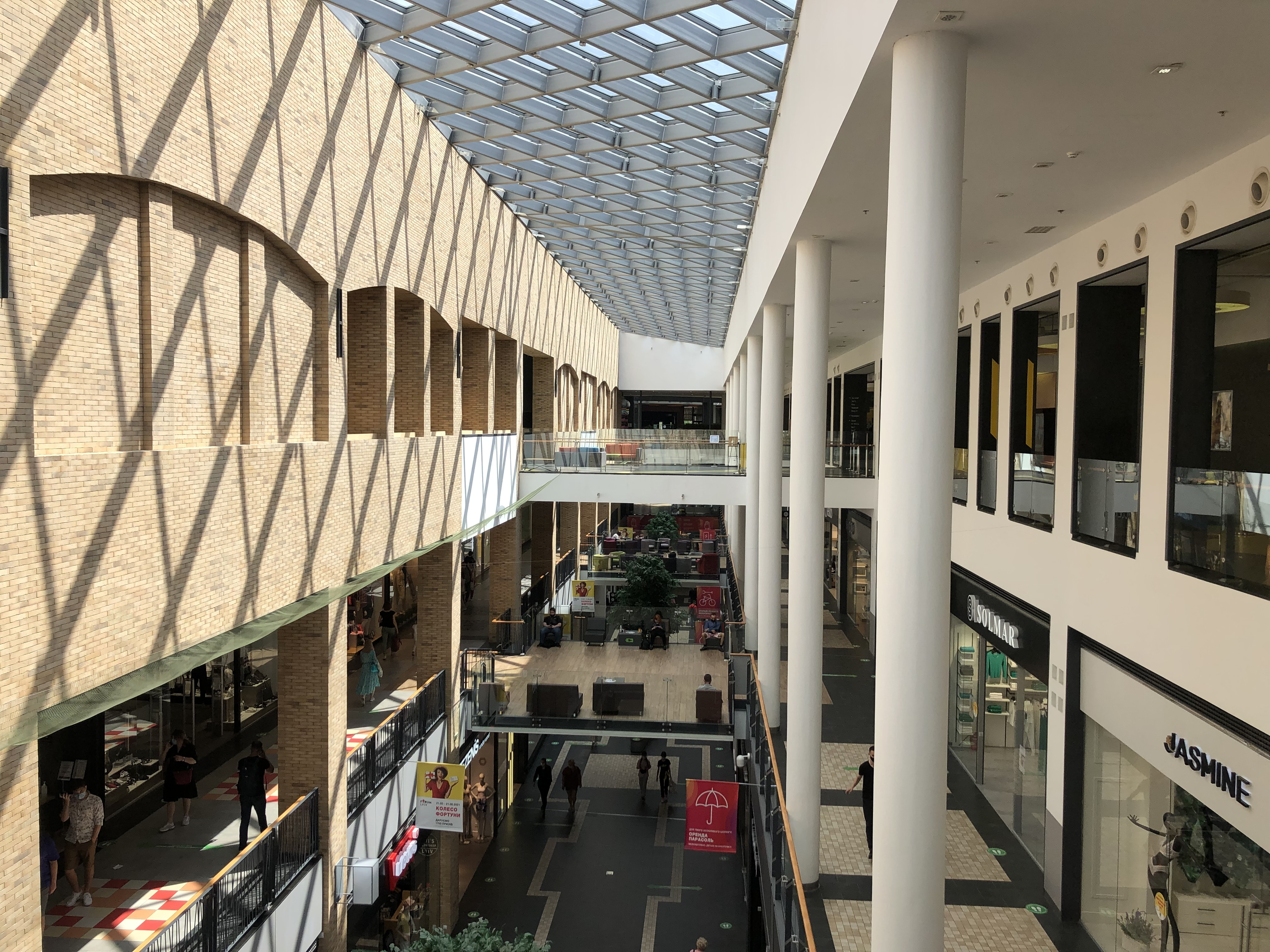

### Сфера послуг
Станом на 1 січня 2010 року у Львові налічується 7 чотиризіркових, 8 тризіркових та 16 інших готелів. У місті також діє 11 гостелів. Львів відомий своїми кав'ярнями, цукернями та рестораціями. Загалом у місті нараховується 822 об'єкти ресторанного бізнесу. Найвідомішими з-поміж них є: «Віденська кава», «Дзиґа», «Італійський дворик», «Кабінет», «Хмільний дім Роберта Домса», заклади мережі «!ФЕСТ»: «Криївка», «Мазох-café», жидівська кнайпа «Під Золотою Розою» та інші. Усі вони об'єднані до Гільдії рестораторів Львова. Також тут представленні такі мережі харчування: McDonald's, Пузата хата, ЯпонаХата, Піца Челентано тощо.
У Львові розташовано 1 703 об'єкти роздрібної торгівлі, зокрема 1 232 крамниці, з яких: 501 — продовольча, 731 — непродовольча, 363 — аптеки. Упродовж останніх років у місті були відкриті одразу три великі торгово-розважальні центри: King Cross Leopolis (2010), Forum Lviv (2015) та Victoria Gardens (2016). У Львові присутні як деякі європейські, так і майже всі національні мережі супермаркетів; великою популярністю користуються місцеві мережі: «Арсен», «Рукавичка», «Сільпо» та інші. Найбільші міські базари — «Південний», «Краківський» та «Привокзальний». До послуг туристів у центрі міста діє сувенірний базар «Вернісаж». У Львові розміщена 81 АЗС. Свої відділення у місті мають близько 50 банків. Медичні послуги надає 31 лікарня. З них: 11 — міські; 19 — обласні та відомчі, 1 — приватна.

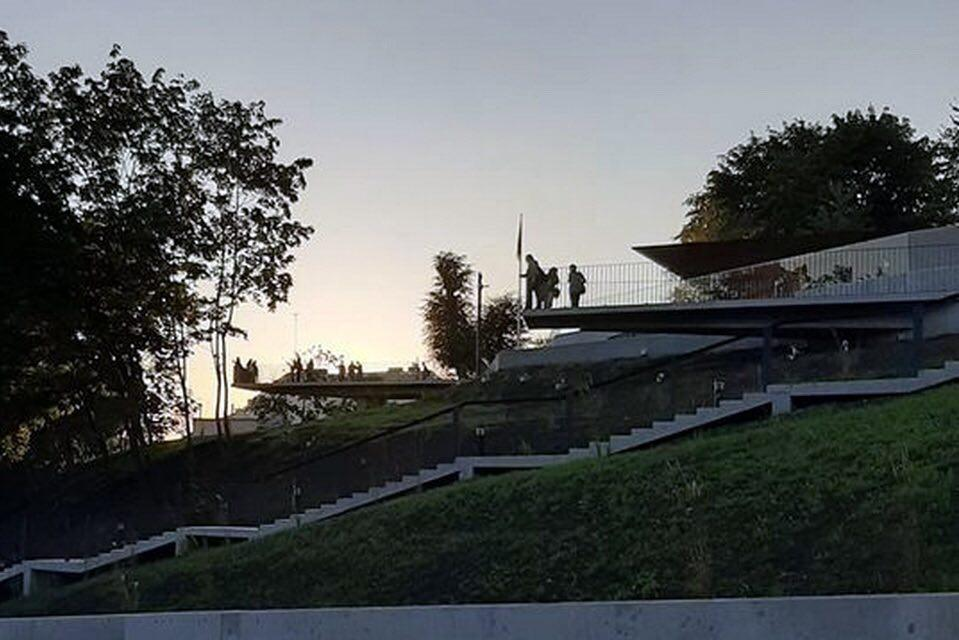
Меморіал «Небесної сотні»

У 2009 та 2016 роках часопис «Фокус» називав Львів найкомфортнішим для життя серед українських міст.

### Комунальне господарство
Міським монополістом із послуг водопостачання та водовідведення є комунальне підприємство «Львівводоканал». Вода для Львова видобувається зі 180 артезіанських свердловин, об'єднаних до 17 водозборів, розташованих на території Львівської області. Загальна довжина магістральних водогонів, які сполучають свердловини з містом, перевищує 600 км, міські водопровідні мережі мають довжину 1 100 км. Забезпечення Львова водою здавна було однією з найбільших проблем міста, розташованого на вододілі. Перший водогін було збудовано у XIV столітті, але ще на початку 2000-х років більшість львів'ян мала воду лише 6 годин на добу, 29 грудня 2009 року у Львові було запроваджено цілодобове водопостачання. Попри те, що вода, яка постачається до міста, має артезіанське походження, її якість треба покращити, адже водогони перебувають не в найкращому стані — труби кородують.
Вуличне освітлення здійснюється у Львові комунальним підприємством «Львівсвітло». Освітлено 95 % магістральних вулиць та 85 % міжквартальних, тривають роботи з капітального ремонту зовнішнього освітлення. Постачання електроенергії міським споживачам здійснює ВАТ «Львівобленерго». Постачання теплової енергії здійснюють комунальні підприємства «Львівтеплоенерго» (Галицький, Франківський, Шевченківський, Личаківський, Сихівський райони) та «Залізничнетеплоенерго» (Залізничний район). На їхньому балансі перебуває 2 ТЕЦ, 146 котелень, 164 центральних теплових пункти, 540 км теплових мереж.
Проблемним для Львова є вивезення сміття, яке здійснюється комунальним підприємством «Збиранка» на Львівське сміттєзвалище, розташоване на території Львівського району. Сміттєзвалище, яке експлуатується з 1959 року, без проєкту, планували закрити ще 1 січня 2006 року. Його робота викликає протести мешканців навколишніх сіл, які вимагають закрити сміттєзвалище, а його територію оголосити зоною надзвичайної екологічної ситуації. Наразі, Грибовицьке сміттєзвалище закрите, планується будівництво сміттєпереробного заводу.
Експлуатацію багатоквартирних житлових будинків та прибудинкових територій здійснює 54 комунальні підприємства («ЖЕКи»). Разом із цим, міська рада пропагує створення Об'єднань співвласників багатоквартирних будинків (ОСББ), яких у Львові понад 250.
2007 року у Львові, вперше в Україні, з'явився безкоштовний публічний бездротовий інтернет Wi-Fi. Сьогодні ним покриті площа Ринок, проспект Свободи, площі Міцкевича та Галицька, Бернарденгарден. Послуги пошти надає національний монополіст АТ «Укрпошта», фіксованого телефонного зв'язку — АТ «Укртелеком». У Львові розташовано 53 поштових відділення. Поштові індекси міста — 79000 — 79090; телефонний код — +38032. Усі міські телефонні номери семизначні. У місті представлені всі національні оператори мобільного зв'язку стандартів GSM, UMTS та LTE.

### Транспорт

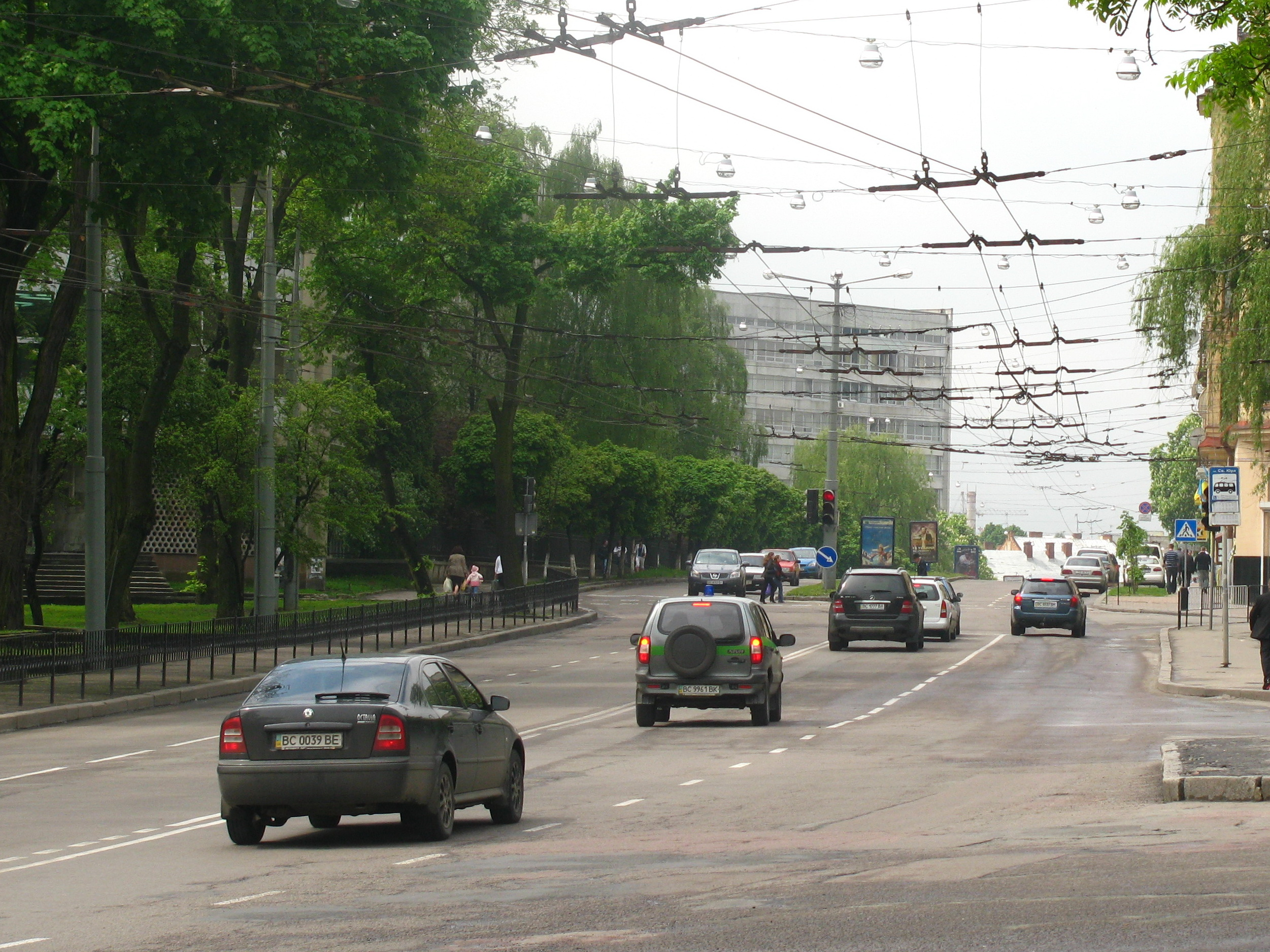
Вулиця Митрополита Андрея — Площа святого Юра (2010)

У часи середньовіччя через місто пролягали важливі шляхи:
- так званий «Чорний шлях»: із заходу через Краків, Перемишль, Мостиська, Городок Ягайлонський, Рудне — на схід до Києва
- з півдня через Карпати — шлях з Угорщини і Волощини — на північ до Балтики
- так званий «Краківський шлях» — вів на схід через Личаків, Винники, Глиняни, Золочів, Зборів на Поділля.

З півдня до Львова пролягали:
- «Волоський шлях» — через Ясси, Коломию, Галич; входив до міста теперішньою вул. Зеленою
- «Угорський шлях» — через Лавочне, Славсько, Стрий; вів до старого Львова через Галицьку браму[128].

Львів є одним з найважливіших транспортних вузлів України. Через місто проходять європейські E40, E372, E471 та міжнародні автошляхи М06, М09, М10 та М11, які з'єднують Львів з Києвом, Будапештом, Варшавою та Краковом, національні автошляхи Н09, Н13 і Н17, якими Львів з'єднаний з іншими містами Західної України. Транзитні автомобільні потоки оминають місто об'їзною дорогою, проте це не вирішує внутрішньоміських транспортних проблем. Вони спричинені передусім автомобільними заторами та незадовільним станом дорожнього покриття. Це пов'язано зі стрімким збільшенням кількості автомобілів, вузькістю вулиць у центральній частині міста та складністю рельєфу, який зумовлює проходження основних транспортних потоків через центр Львова. Однією з причин заторів є недостатня кількість паркомісць, зокрема багаторівневих.

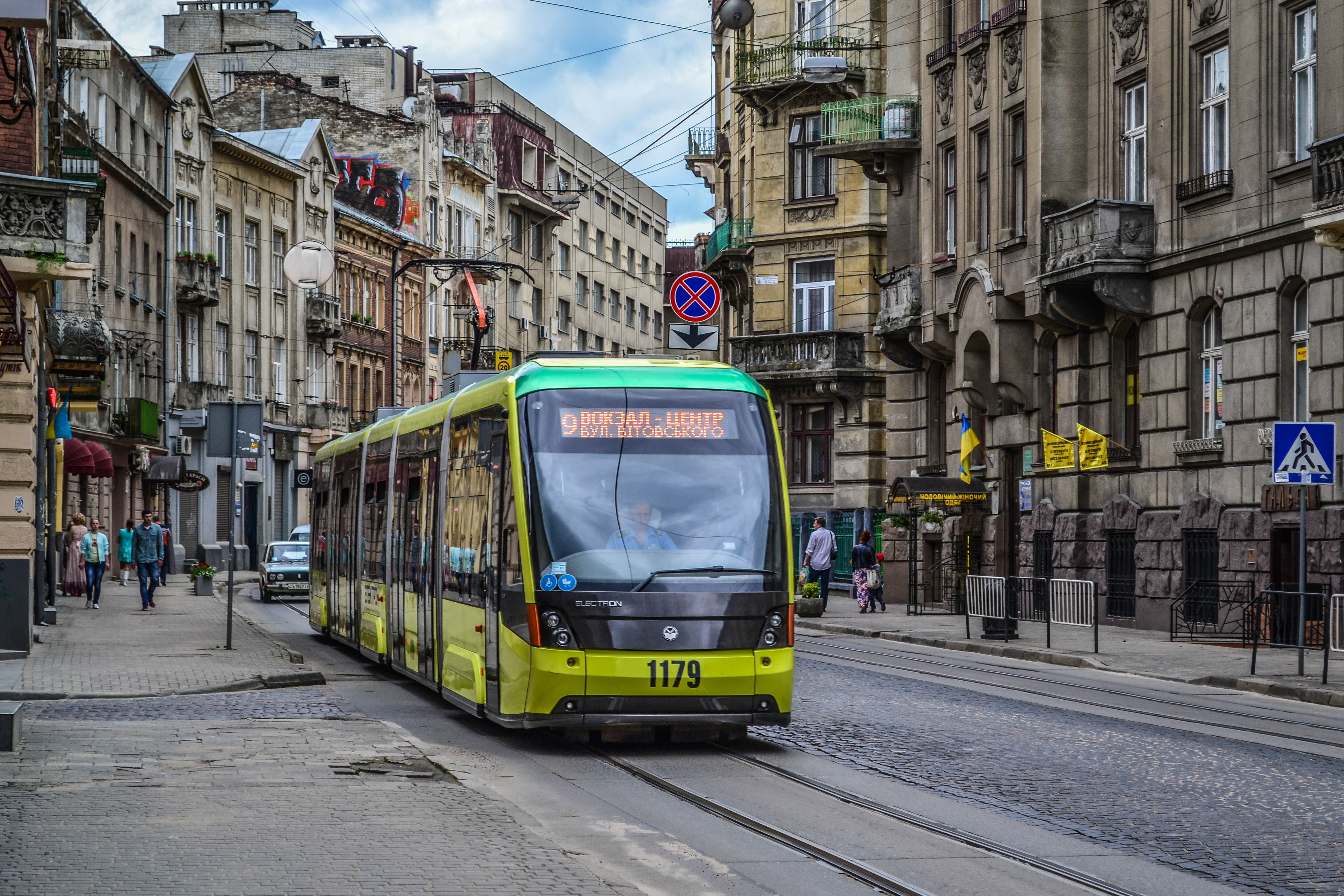
220пксТрамвай Електрон T5L64 на вулиці Франка

Сучасний Львів є важливим залізничним вузлом, через який відбувається сполучення західних областей України (Чернівецької, Івано-Франківської та Закарпатської) з іншою частиною держави. У напрямках старих середньовічних шляхів від Львова розходилися залізниці, побудовані перед Першою світовою війною. Через Львів також проходить значна частина залізничних шляхів, що з'єднують Україну з Європою. У 2010-х роках планується втілення проєкту «Євроколія», суть якого зводиться до сполучення Львова з Польщею залізничною лінією з шириною колії 1435 мм, що дозволить інтегрувати місто до європейської мережі швидкісних залізниць. У Львові розміщена штаб-квартира Львівської залізниці — найстаршої та однієї з найбільших складових Державної адміністрації залізничного транспорту України. Львівський головний залізничний вокзал є її основними воротами.
Міжнародний аеропорт «Львів» імені Данила Галицького, розташований усього за 6 км від центру міста, сполучає Львів із найбільшими містами України, Польщі, Італії, Ізраїлю, Німеччини, Іспанії, Великої Британії, Данії та Туреччини (2014 року було скасовано усі рейси з Росією). Пасажиропотік львівського аеропорту, станом на 2017 рік, становив 1 080 000 осіб, 2018 року пасажиропотік становив 1 597 700 осіб. Станом на 2 грудня 2019 року пасажиропотік аеропорту становить 2 044 500 осіб.
Міські перевезення у Львові здіснюються чотрима видами громадського транспорту: трамвай, тролейбус, автобус, маршрутне таксі. На останніх двох припадає 64 % пасажирських перевезень. Вартість проїзду в усіх видах транспорту становить 25 гривень (в залежності від форми розрахунку вартість проїзду має диференційні тарифи). Штраф за безквитковий проїзд 500 гривень. Планується канатна дорога від вулиці Кривоноса через Високий Замок на Підзамче. Реалізований масштабний проєкт «трамваю на Сихів». Перший такий було запущено 17 листопада 2016 року. З 1 липня 2015 року у місті діють нічні автобуси.

## Освіта і наука

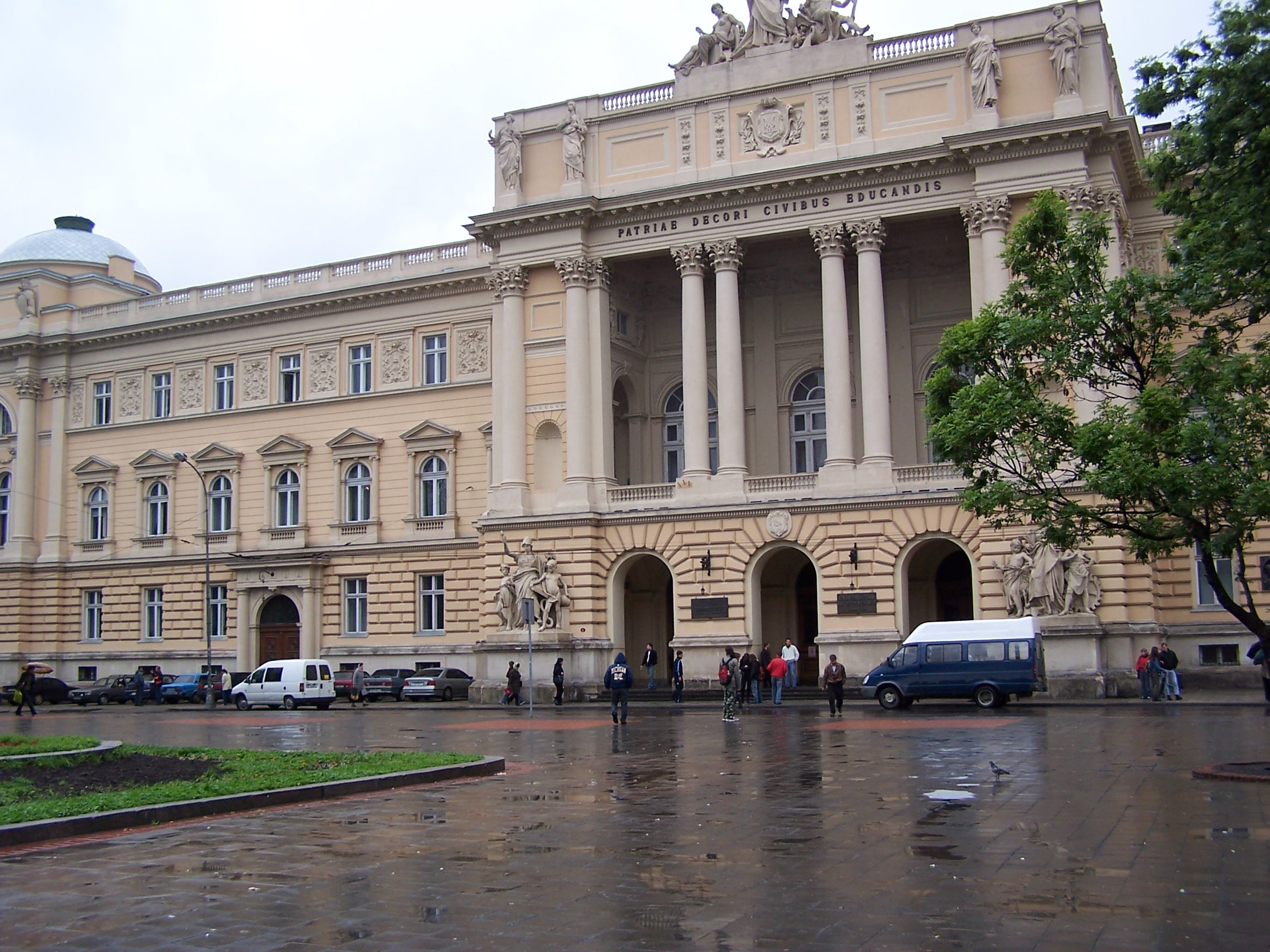
Львівський національний університет імені Івана Франка (2006)

Станом на початок 2022 року у Львові діє 120 дошкільних навчальних закладів (дитячих садочків), проте їх явно мало — лише 59 % дітей у місті мають доступ до дошкільної освіти. Батькам доводиться ставати в чергу, аби записати дитину до дошкільного закладу, на 100 місць претендує 143 дитини. Це пов'язано з тим, що у кризові 1990-ті окремі дитячі групи і, навіть, цілі садочки закривалися, натомість приміщення продавалися чи передавалися в оренду, що призвело до значного скорочення вільних місць у дошкільних навчальних закладах. Попри те, що відкриваються нові групи (2009 року, наприклад, було відкрито 11 груп), проблема стає дедалі актуальнішою, адже у Львові спостерігається збільшення рівня народжуваності.

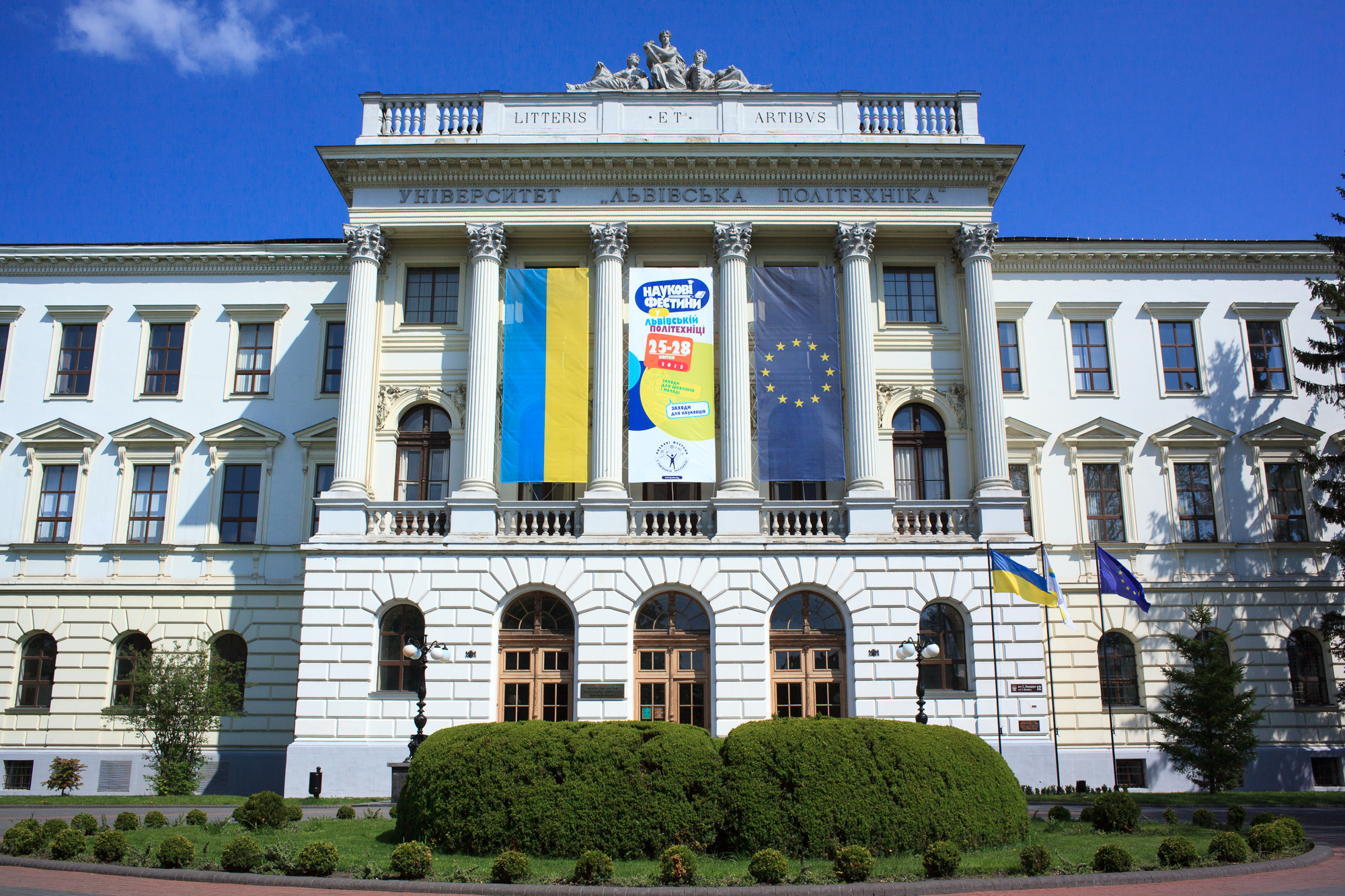
Національний університет «Львівська політехніка» (2015)

У місті діють 159 середніх навчальних закладів (школи, гімназії та ліцеї). Усі вони забезпечені комп'ютерними класами, деякі школи мають плавальні басейни. Діє також 24 середні спеціальні навчальні заклади (технікуми, коледжі, училища) та 30 закладів вищої освіти.
Вища школа має у Львові давні традиції. Так, у місті засновано перший в Україні університет та перший у Східній Європі виш технічного спрямування. Львівський університет Франка та Університет «Львівська Політехніка» є одними з найкращих закладів вищої освіти країни та періодично займають чільні місця в національних рейтингах. Заклади вищої освіти, як-от Національний лісотехнічний університет, Українська академія друкарства, Національна академія мистецтв не мають аналогів в Україні. Серед інших львівських вишів, найвідомішими є Український католицький університет, Музична академія імені Лисенка, Національний медичний університет, Національний університет ветеринарної медицини.
Львів є давнім науковим центром. Тут було винайдено гас, вперше у світі виготовлено вакцину проти висипного тифу. Під керівництвом Стефана Банаха в місті діяла всесвітньо відома Львівська математична школа. У Львові розроблялося програмне забезпечення для місяцехода, міжпланетних апаратів що досліджували Венеру та Марс, першого орбітального корабля багаторазового використання «Буран». Сьогодні тут діє 8 установ Національної академії наук України; за їхньою кількістю місто займає друге місце поруч з Харковом. Львів є основним центром діяльності Наукового товариства імені Шевченка — першої в Україні суспільної академії. Загалом, у місті розташовано ще близько 40 науково-дослідних та проєктно-конструкторських інститутів.
Зі Львовом пов'язане життя науковців Людвіга та Річарда Мізесів, Стефана Банаха, Жозефа Ротблата, Яна Лукашевича, Єжи Куриловича, Юліуса Лілієнфельда, Рудольфа Вайгля, Олега Романіва, Михайла Грушевського, Бартоломея Зиморовича, Івана Крип'якевича, Освальда Бальцера, Маєра Балабана, Шимона Ашкеназі, Мартина Бубера та Фердинанда Ціркеля. Тут працював найвидатніший з українських друкарів Іван Федоров.

## Засоби масової інформації

### Друковані
| - «Високий замок» - «Експрес» - «Ратуша», «Львівська пошта» | - «Поступ» - «Львівська газета» - «Газета по-львівськи» | - Часописи «Четвер» - «Ї» - «Коло». |

### Телебачення
- Суспільне Львів[144]
- ТРК «Люкс»
- «НТА»

### FM-радіостанції
На території міста в межах радіочастот FM-діапазону своє мовлення проводять 25 всеукраїнських та регіональних радіостанцій:
| №п/п | Частота, МГц | Назва                                                               | Логотип | Юридична особа                              | Ліцензія                                   | Інтернет мовлення, Мовлення (Регіони) | Потужність | Передавач                        | RDS                                                                              |
| ---- | ------------ | ------------------------------------------------------------------- | ------- | ------------------------------------------- | ------------------------------------------ | ------------------------------------- | ---------- | -------------------------------- | -------------------------------------------------------------------------------- |
| 1    | 88.2         | Радіо Перше                                                         |         | КП ТРК "Перший Західний"                    | L11-01440                                  |                                       | 0,5        | Львівська телевежа               |                                                                                  |
| 2    | 88.6         | Radio NV                                                            |         | ТОВ ТРК "Радіо-Ера"                         | L11-00051                                  |                                       | 1          | вул. Надійна 2, труба котельної  |                                                                                  |
| 3    | 89.1         | Radio ROKS                                                          |         | ТОВ ТРК "Класик радіо"                      | L11-00579                                  | Radio ROKS (Львів)                    | 0,98       | Львівська телевежа               |                                                                                  |
| 4    | 89.7         | FM Галичина                                                         |         | ТОВ ТРК "Галичина"                          | L11-00386                                  |                                       | 0,58       | Львівська телевежа               |                                                                                  |
| 5    | 90.4         | Шлягер FM                                                           |         | ТОВ ТРК "Шансон"                            | L11-00446                                  |                                       | 0,5        | вул. Надійна, 2, труба котельної |                                                                                  |
| 6    | 91.1         | Kiss FM                                                             |         | ТОВ ТРК "МАН"                               | L11-00630                                  | Kiss FM (Львів)                       | 0,8        | Львівська телевежа               |                                                                                  |
| 7    | 91.5         | Мелодія FM                                                          |         | ТОВ ТРК "Радіо Кохання"                     | L11-00055                                  | Мелодія FM (Львів)                    | 1          | Львівська телевежа               |                                                                                  |
| 8    | 91.9         | Радіо «П'ятниця»                                                    |         | ТОВ "Новий обрій"                           | L11-00204                                  |                                       | 0,5        | вул. Надійна 2, труба котельної  |                                                                                  |
| 9    | 92.4         | Армія FM                                                            |         | Центральна ТРС Міністерства оборони України | Тимчасовий дозвіл від 28 вересня 2023 року |                                       | 0,25       | Львівська телевежа               |                                                                                  |
| 10   | 93.3         | Radio Relax                                                         |         | ТОВ "Мюзікрадіо"                            | L11-01802                                  | Radio Relax (Львів)                   | 1          | Львівська телевежа               |                                                                                  |
| 11   | 95.3         | Нова Хвиля 95.3 FM представляє програми Стильного радіо "Перець FM" |         | ДП Радіостудія «Нова Хвиля»                 | L11-02023                                  |                                       | 0,25       | Львівська телевежа               | PEREC FM / Tel Rek / 0 - 800 / 33 16 33 ***** Pop Music ***** PI Code: 6288 + TP |
| 12   | 97.0         | Radio Nostalgie                                                     |         | ТОВ "Радіо Класика і Джаз"                  | L11-02006                                  |                                       | 0,5        | Львівська телевежа               |                                                                                  |
| 13   | 100.8        | Львівська Хвиля                                                     |         | ТОВ ТРК "Львівська хвиля"                   | L11-00561                                  |                                       | 1          | Львівська телевежа               |                                                                                  |
| 14   | 101.3        | Країна ФМ                                                           |         | ПрАТ РК "ГАЛА"                              | L11-00552                                  |                                       | 0,69       | Львівська телевежа               |                                                                                  |
| 15   | 101.7        | Хіт FM                                                              |         | ТОВ ТРК "Медіа маркет"                      | L11-00151                                  | Хіт FM (Львів)                        | 0,95       | Львівська телевежа               |                                                                                  |
| 16   | 102.1        | Радіо «Максимум»                                                    |         | ТОВ ТРК "Праймедіа"                         | L11-00065                                  |                                       | 1          | Львівська телевежа               |                                                                                  |
| 17   | 102.5        | Радіо Промінь                                                       |         | АТ «НСТУ»                                   | L11-01064                                  |                                       | 1          | вул. Надійна 2, труба котельної  |                                                                                  |
| 18   | 103.3        | Українське радіо/ Українське радіо Львів                            |         | АТ «НСТУ»                                   | L11-01052                                  |                                       | 0,5        | Львівська телевежа               |                                                                                  |
| 19   | 103.9        | Радіо Культура                                                      |         | АТ «НСТУ»                                   | L11-01063                                  |                                       | 1          | Львівська телевежа               |                                                                                  |
| 20   | 104.3        | Дуже радіо                                                          |         | ТОВ ТРК "Говерла"                           | L11-01048                                  |                                       | 0,59       | Львівська телевежа               |                                                                                  |
| 21   | 104.7        | Люкс FM (львівський ефір)                                           |         | ПрАТ ТРК "Люкс"                             | L11-00581                                  |                                       | 1          | Львівська телевежа               |                                                                                  |
| 22   | 105.4        | Radio Jazz                                                          |         | ТОВ «Ч К»                                   | L11-01552                                  | Radio Jazz (Львів)                    | 1          | Львівська телевежа               | JAZZ ***** Jazz Music + PI Code: 62E7 + AF: 105,4                                |
| 23   | 106.0        | Наше радіо                                                          |         | ТОВ "Наше радіо"                            | L11-00354                                  | Наше радіо (Львів)                    | 0,95       | Львівська телевежа               |                                                                                  |
| 24   | 106.7        | Радіо Незалежність                                                  |         | ТОВ РІЦ "Незалежність"                      | L11-00592                                  |                                       | 0,68       | Львівська телевежа               |                                                                                  |
| 25   | 107.2        | Радіо Байрактар                                                     |         | ТОВ "Престайм.ком.юа"                       | L11-00155                                  |                                       | 1          | Львівська телевежа               |                                                                                  |

### УКХ-радіостанції
| №п/п | Частота, МГц | Назва                 | Потужність | Передавач          |
| ---- | ------------ | --------------------- | ---------- | ------------------ |
| 1    | 66.26        | Радіо Марія           | 1          | Львівська телевежа |
| 2    | 67.82        | Світле радіо Еммануїл | 1          | Львівська телевежа |

Серед інформаційних агенцій у Львові працюють «Zaxid.net», «Гал-Інфо», «Львівський портал» та інші.

## Культура

### Музика, театр і кіно

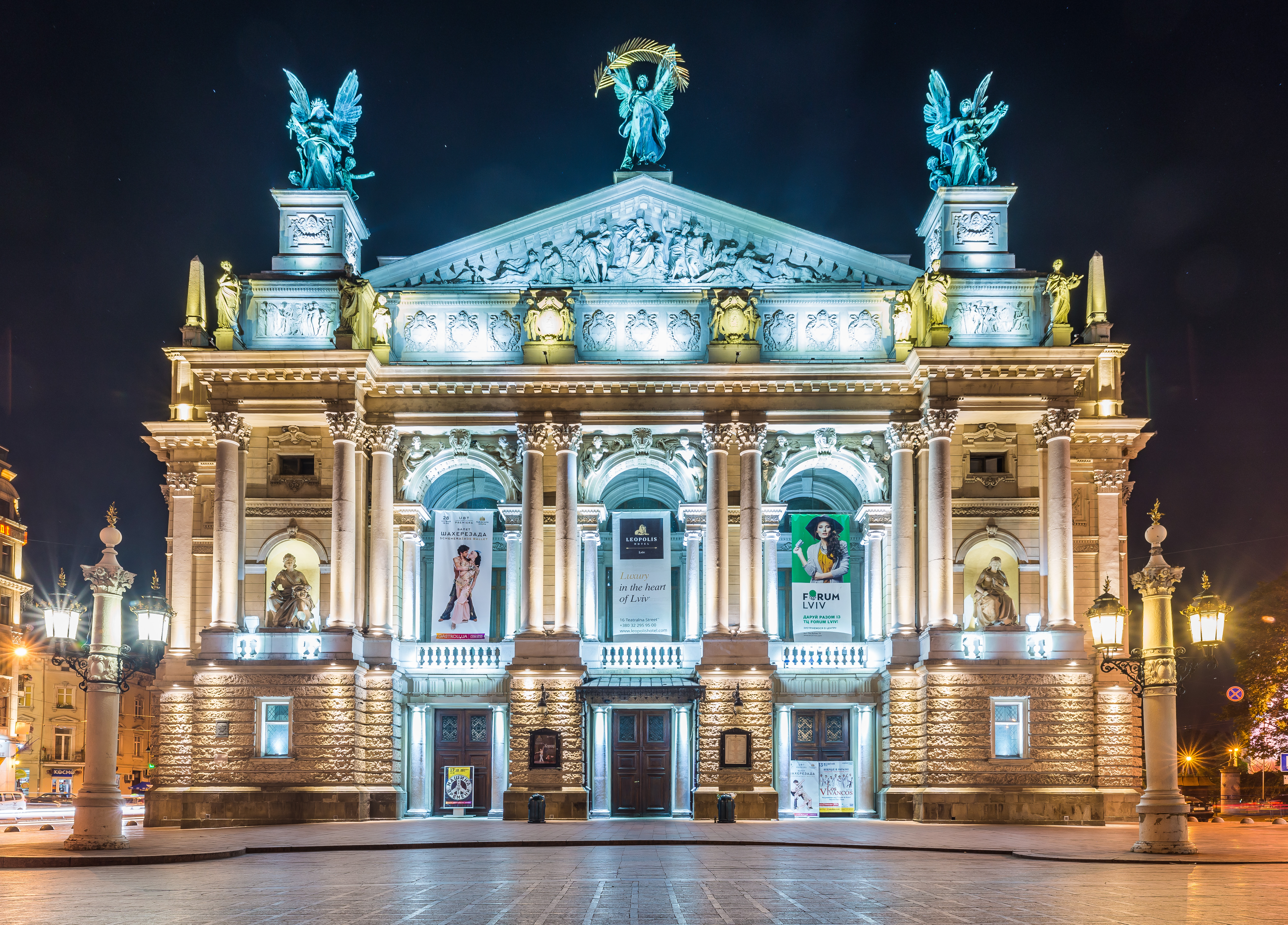
Національний театр опери та балету імені Соломії Крушельницької

1795 року у Львові було відкрито перший в Україні професійний театр. 1842 року відкрито Театр Скарбека, тоді — третій за розмірами в Європі; 1900 року з'явилася Львівська опера — один із найгарніших театрів країни, зображений на двадцятигривневій купюрі. У місті діє 8 професійних театрів: опери та балету, драматичний імені Марії Заньковецької, драматичний імені Леся Курбаса, драматичний імені Лесі Українки, духовний «Воскресіння», естрадних мініатюр «І люди, і ляльки», для дітей та юнацтва та ляльковий, 6 театрів-студій та цирк. Місто є значним осередком театрального життя: щороку тут проходять два театральні фестивалі: «Золотий лев», найбільший театральний фестиваль країни, та «Драбина», фестиваль молодого аматорського театру. Щороку в жовтні у місті проходить театралізований карнавал. На великі свята проводять вуличні вистави на ходулях та вогняні шоу.
У Львові діє 9 кінотеатрів: «Планета кіно», «Кінопалац», «Копернік», «Центр Довженка», «Львів», «Сокіл» та «Київ». Перший належить мережі «Планета кіно IMAX», три наступних входять до мережі «Кінопалац», натомість три останні є власністю держави. Завершено реконструкцію «Соколу», щодо «Львова» почалися обговорення відносно реконструкції. Однак через брак фінансування починаючи з 1990-х років багато кінотеатрів було ліквідовано. Також у місті діє перший в Україні автомобільний кінотеатр «Кінопарк». Разом із цим, Львів часто стає знімальним майданчиком: місто «грає роль» європейських столиць, де вартість зйомок значно дорожча. Щороку у Львові проходять фестивалі «Wiz-Art» (фестиваль короткометражних фільмів) та «Кінолев» (фестиваль «незалежного кіно»). Зі Львова походять відомі актори Пол Муні, Лео Фукс, Берта Каліч та інші.
Основними осередками музичного життя міста є театр опери та балету, філармонія і будинок органної музики, де міститься найбільший в Україні орган. У Львові поки немає великого концертного залу, нерідко концерти відбуваються в державному цирку або в критому велотреку при стадіоні СКА. Щороку у Львові проходить безліч музичних фестивалів: «Свято музики у Львові», «Велика коляда» (колядки), «Флюгери Львова» (етно-джаз), «Віртуози» (класична музика), «Львів Стародавній» (фестиваль середньовічної культури), «Діапазон» (органна музика), «Етновир» (етно), «Контрасти» (сучасна класична музика), фестиваль давньої музики, Jazz Bez і Leopolis Jazz Fest (джаз), Stare Misto (рок), «Українська пісня».
У місті діють академічний камерний оркестр «Віртуози Львова», хорова капела «Дударик», муніципальний оркестр «Галицькі Сурми», муніципальний хор «Гомін», камерний оркестр «Леополіс», симфонічний оркестр філармонії. З містом пов'язане життя музикантів, композиторів і співаків Соломії Крушельницької, Франца Ксавера Моцарта, Філарета Колесси, Мирослава Скорика, Руслани Лижичко, Святослава Вакарчука, Володимира Івасюка та інших. 1986 року (ще в часи перебудови в СРСР) у Львові виникла одна з перших у Союзі неформальних громадських організацій «Львівський рок-клуб». Клуб відіграв значну роль в українізації рок-музики в Україні, а з його середовища вийшли такі відомі гурти: «Брати Гадюкіни», «Лесик Бенд», «Плач Єремії», «999», «Білий загін» тощо.
Львівщина дала початок багатьом відомим гуртам, як-от «Океан Ельзи», «Скрябін», «Піккардійська терція», «Плач Єремії», «Мері», «Оратанія», «Механічний апельсин», ROCKOKO та інші.

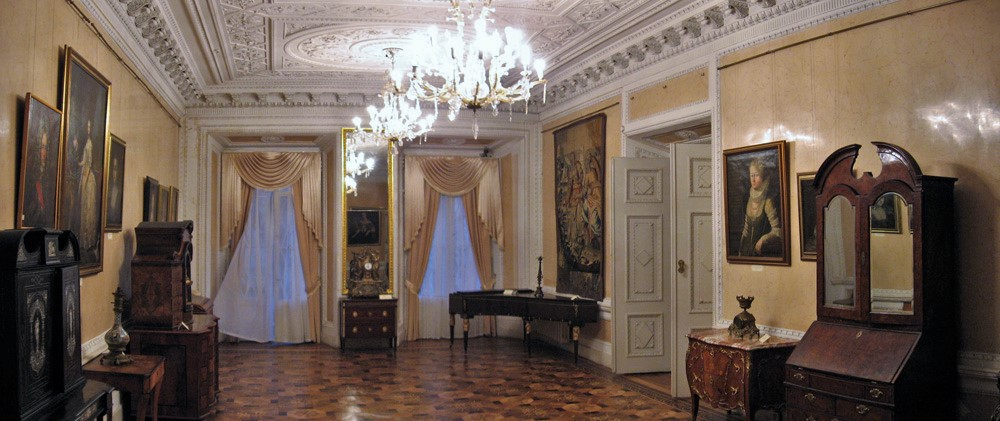
Королівські зали в Палаці Корнякта, який сьогодні належить Львівському історичному музею (2007)

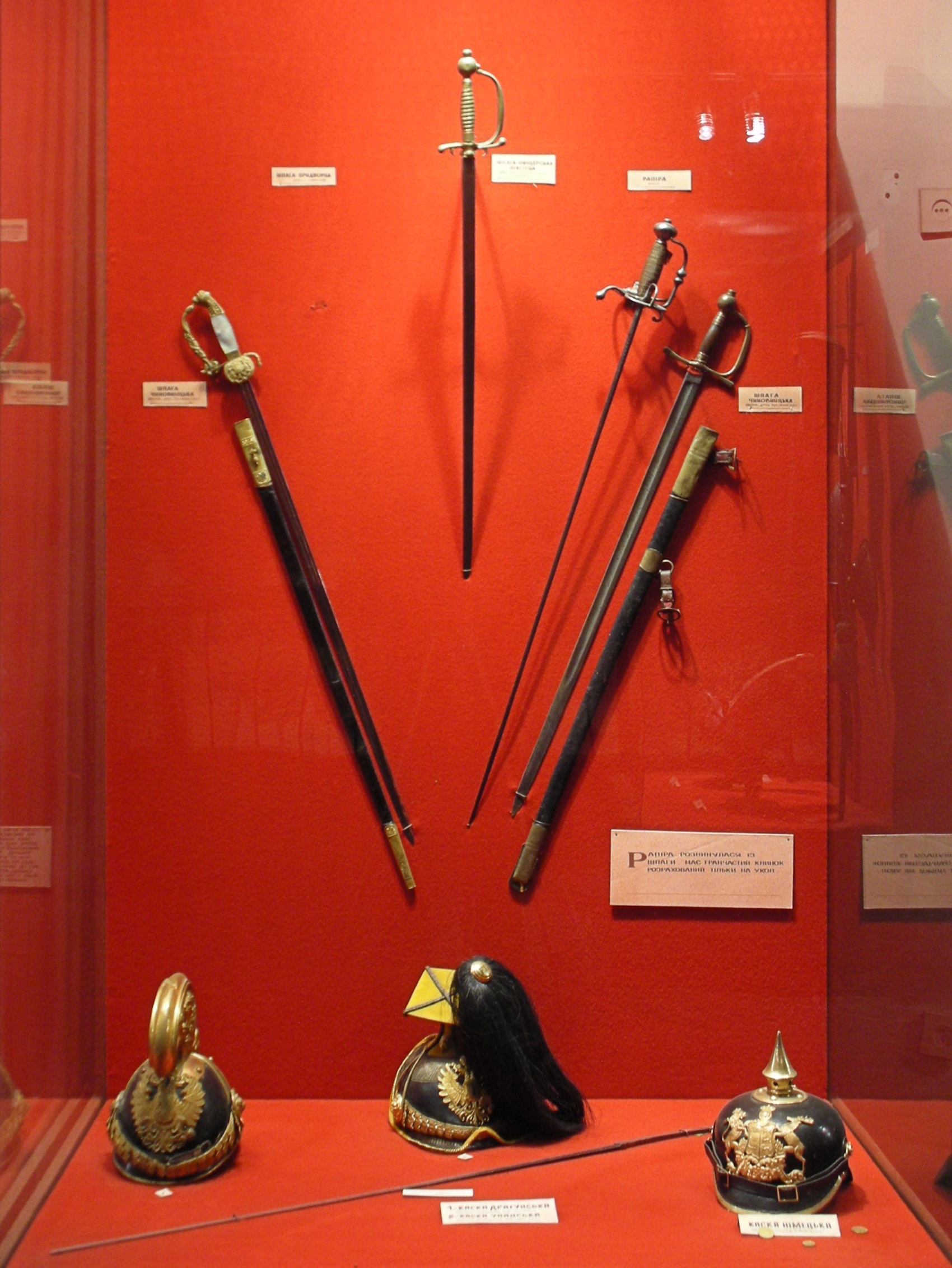
Музей зброї «Арсенал» (2007)

### Музеї та картинні галереї
Для відвідувачів у місті відкриті двері понад 40 музеїв. Серед них: Львівський історичний музей, другий за розмірами історичний музей України; Національний музей, одна з найвизначніших в Україні скарбниць українського мистецтва, заснована митрополитом Шептицьким; Львівська галерея мистецтв, один з найбагатших музеїв України, у минулому очолюваний відомим мистецтвознавцем Борисом Возницьким; Етнографічний музей, єдиний такого типу в Україні; Національний меморіал «Тюрма на Лонцького», перша в Україні в'язниця-музей. Популярними серед туристів є також «Шевченківський гай», Аптека-музей, «Арсенал», Палац Потоцьких та інші. У Львові також багато галузевих музеїв, як, наприклад, музеї пива, пошти, друкарства, скла, релігії тощо. Є також певна кількість меморіальних будинків-музеїв, присвячених видатним мешканцям міста. Природознавчий музей, який володіє однією з найбагатших у Східній Європі експозицій, сьогодні закритий на реконструкцію.
У Львові діє понад 20 художніх галерей, найвідомішими з-поміж яких є «Дзиґа», «Зелена канапа», «Сливка», «Музей Ідей» та інші.
Загалом, музейні фонди Львова нараховують 36,5 тисяч експонатів, 2009 року музеї міста відвідало 366,5 тисяч осіб.
У листопаді 2020 року у Львові відкрили Львівський муніципальний мистецький центр — першу міську інституцію, створену на кошти з міського бюджету та націлену на втілення проєктів у сфері сучасного мистецтва.

### Релігія

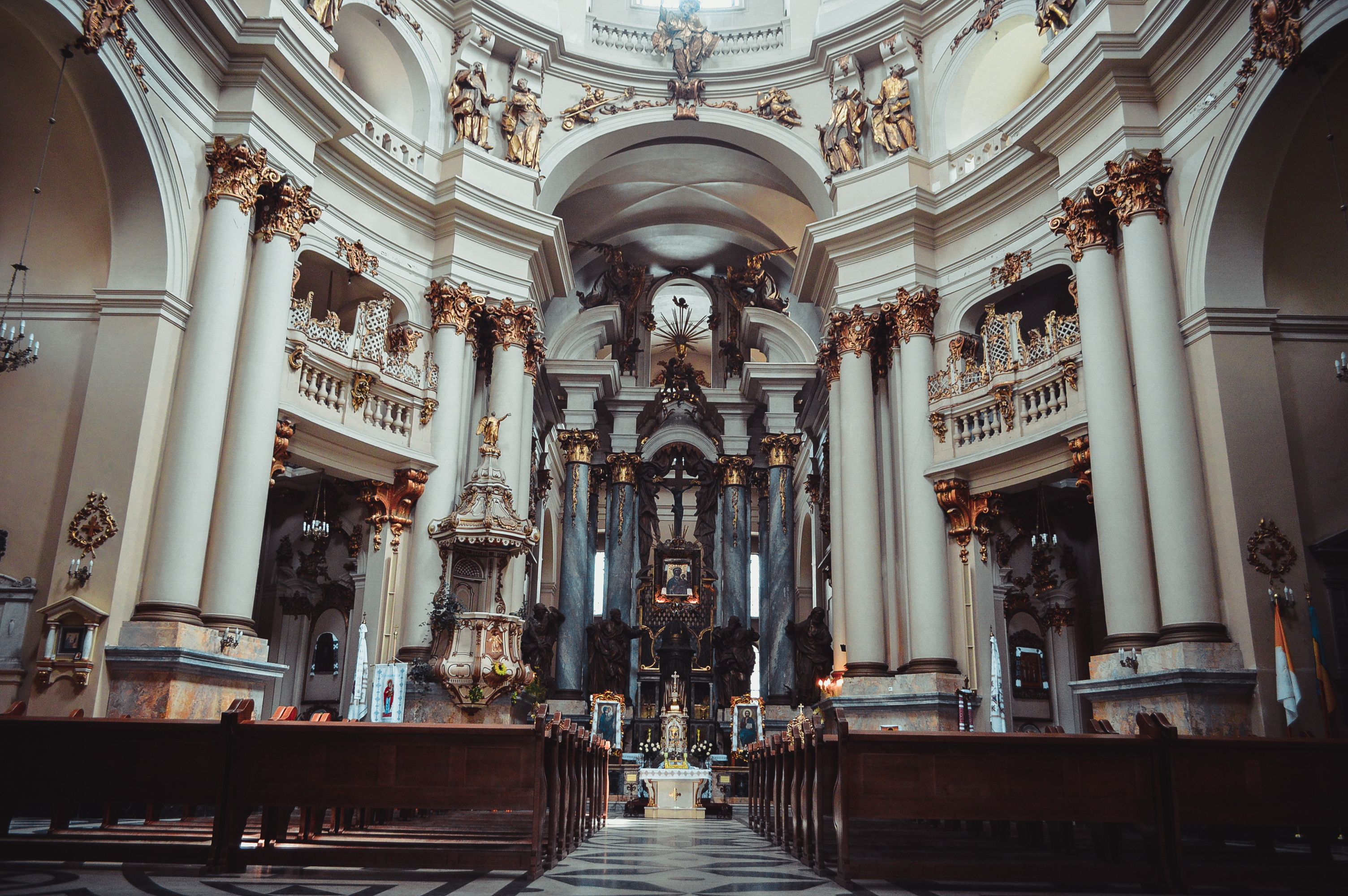
Церква Пресвятої Євхаристії, колишній Домініканський костел (2014)

Львів є центром одного з найрелігійніших регіонів України. Так, упродовж 1960-1980-х років у Львові та області, з населенням 0,8 % від загального населення СРСР, було понад 10 % усіх діючих культових споруд. Сьогодні місто є центром єпархій Української греко-католицької церкви, Православної церкви України, Римо-католицької церкви та Вірменської апостольської церкви. У Львові розміщений управлінський центр Римо-католицької церкви в Україні. Крім того, у місті діють баптисти, п'ятидесятники, Церква адвентистів сьомого дня, Свідки Єгови, мусульманські та юдейські громади.
Серед найвідоміших культових споруд міста Латинська катедра, Бернардинський костел, Домініканський костел, Собор Святого Юра — головний храм українських греко-католиків, Успенська церква — багатовіковий центр православного життя регіону, костел святої Ельжбети та інші.
Зі Львовом пов'язані життя та діяльність Петра Могили, Йосипа Сліпого, Андрея Шептицького та інших відомих релігійних діячів.
У Львові наявні 8 кладовищ. Найвідомішим є Личаківський цвинтар, де поховано багато відомих людей. Сьогодні його оголошено історико-культурним заповідником. 1987 року Товариство Лева розпочало свою діяльність із відновлення могил на цьому цвинтарі.
2022 року за клопотанням ДУМУ «Умма» та громади «Ен-Небрас» виділили місце для мусульманського кладовища.
Також у Львові проживають мусульмани. В більшості — це кримські татари, турки, азербайджанці, узбеки, татари, араби, пуштуни, українці, які прийняли Іслам. Для мусульман діє Ісламський культурний центр імені Мухаммада Асада та Ісламський релігійно-культурний центр. Також серед вірян є прихильники Хізб ут-Тахрір та салафізму.[джерело?]

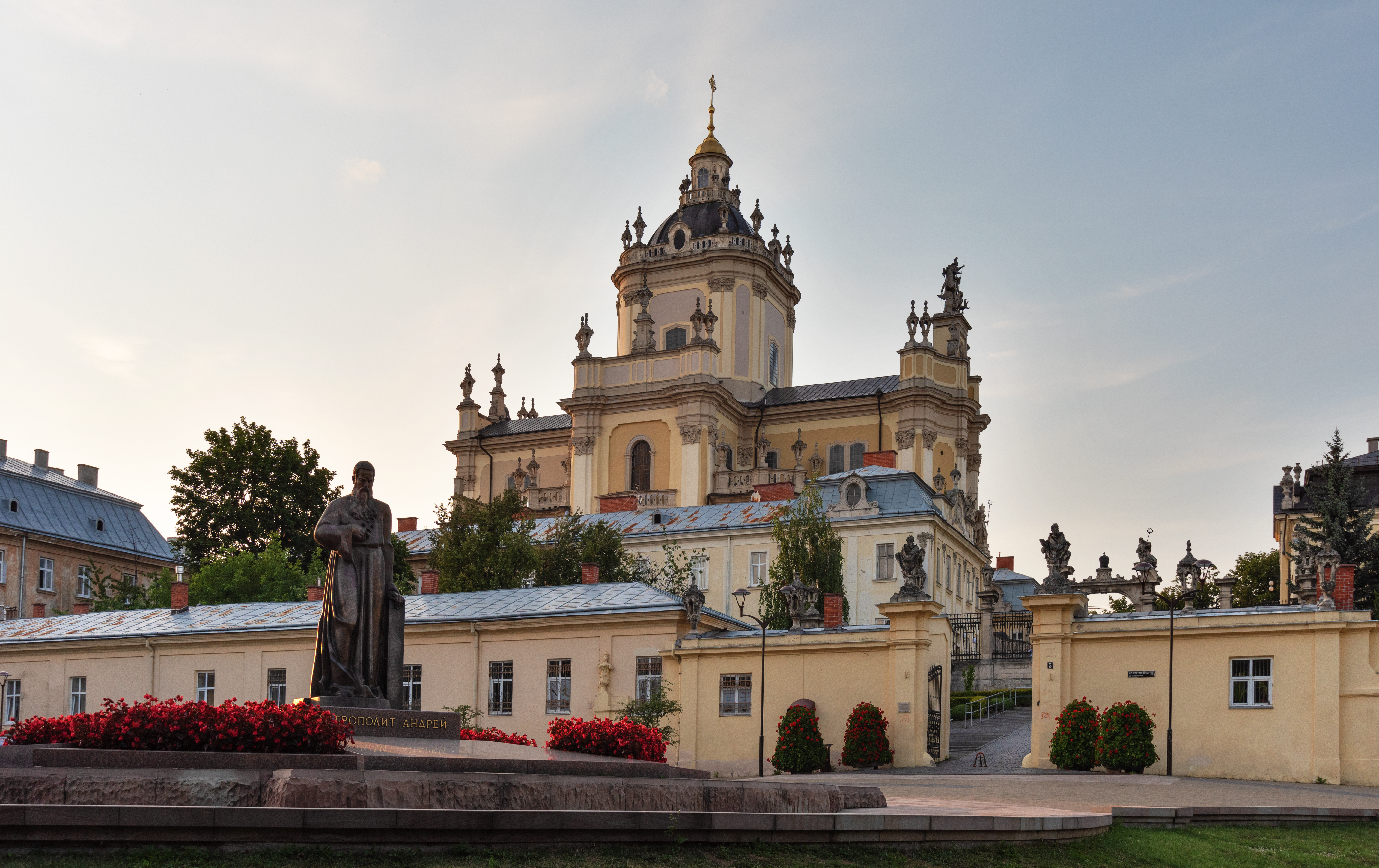
Архикатедральний собор Святого Юра
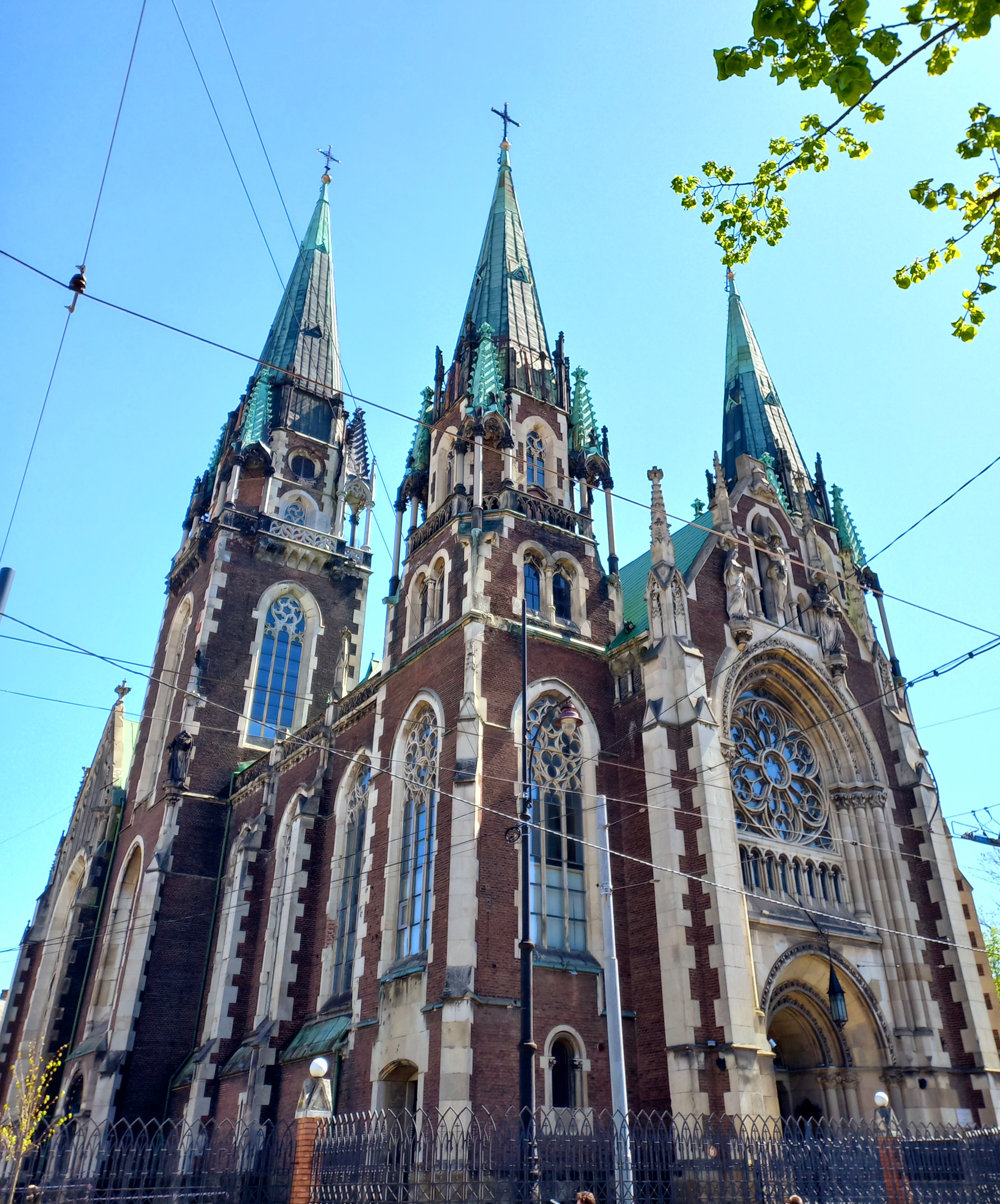
Церква Святих Ольги і Єлизавети
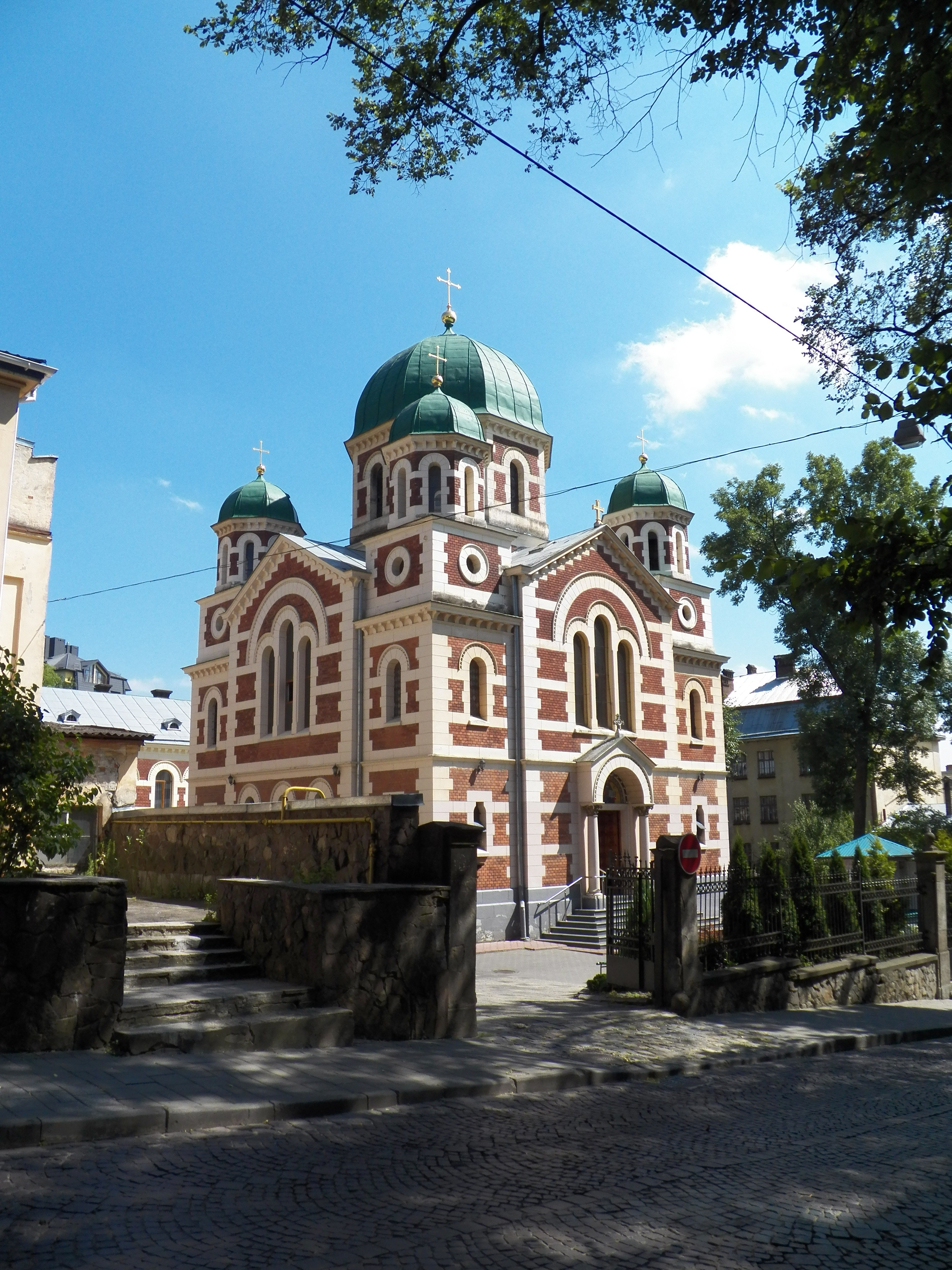
Церква Святого Великомученика Георгія
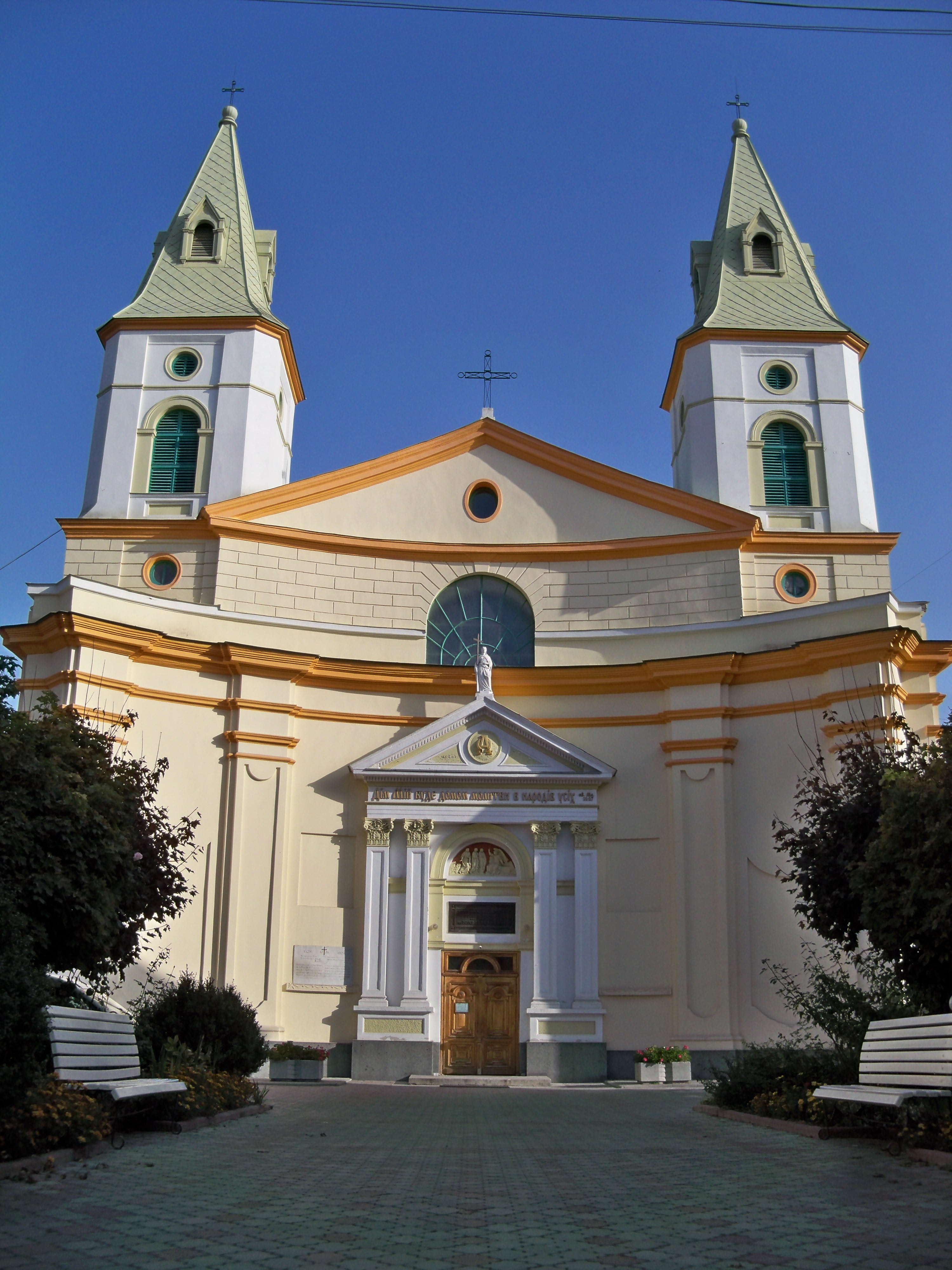
Львівська Центральна Баптистська Церква
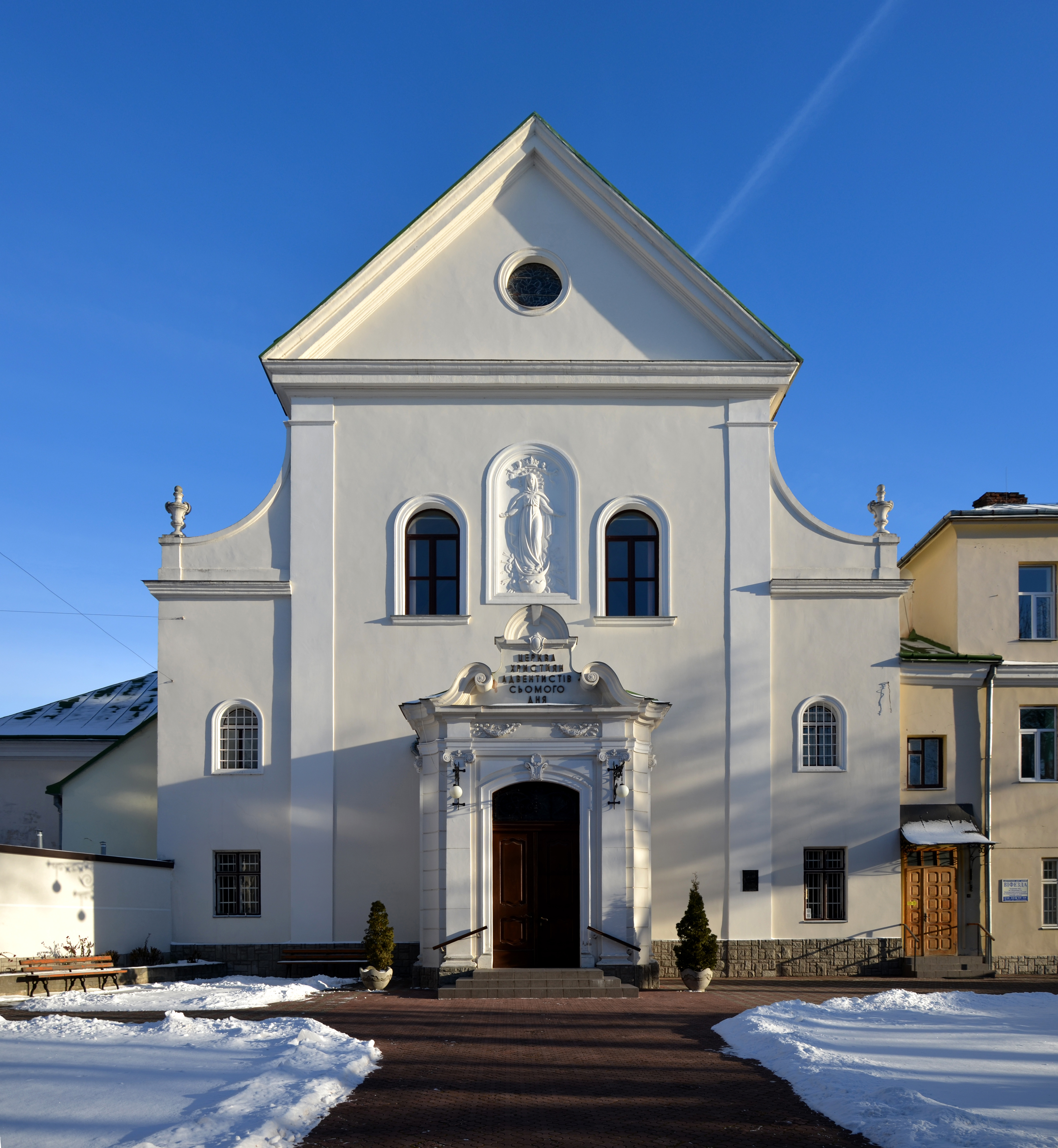
Церква адвентистів сьомого дня
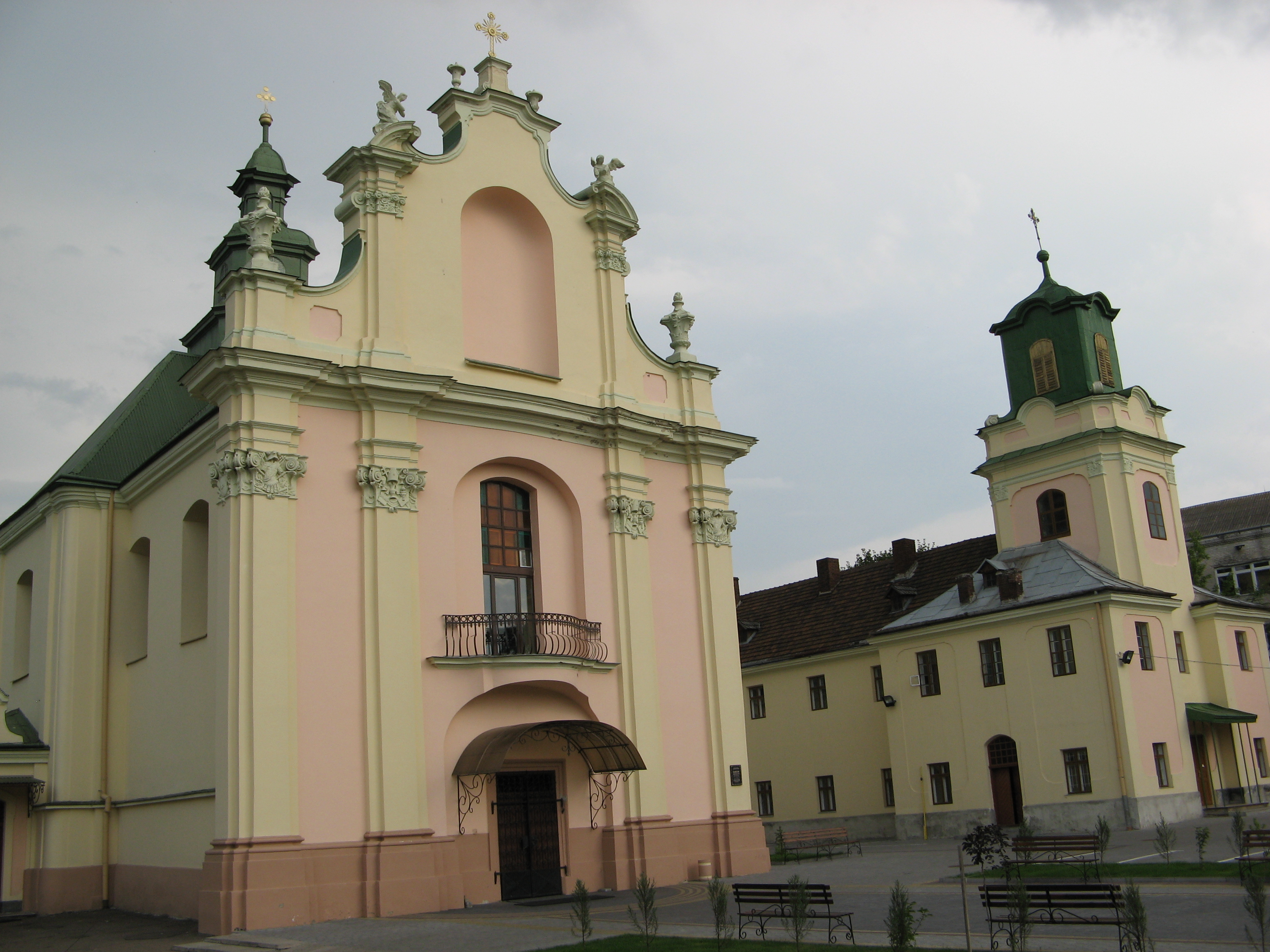
Церква «Віфанія»

### Кухня

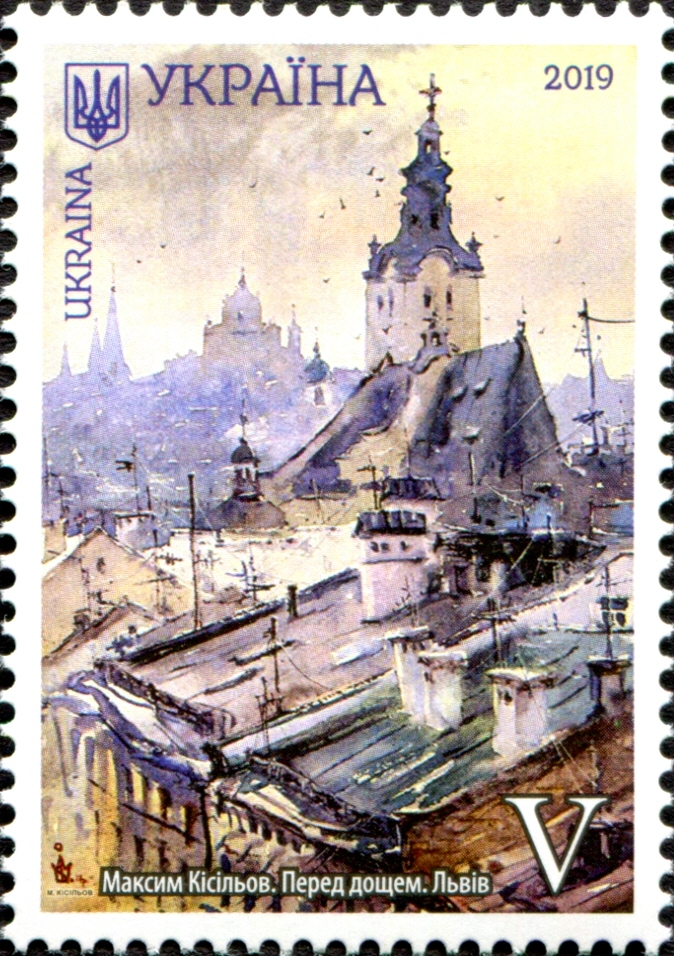
Поштова марка, місто Львів

Львівська кухня є унікальною через свою заплутану та драматичну історію, вона увібрала в себе риси української, австрійської, німецької, польської, угорської, єврейської, вірменської та інших народів. Одним із символів західноукраїнського частування є львівський сирник. Легендарна галицька кулінарка Дарія Цвєк опублікувала в середині минулого століття рецепти сирника у різних варіаціях і зробила його відомим в Україні. Нині існує більше 32 варіацій львівського сирника. Його готують із лимонною цедрою, маком, кокосовою стружкою, горіхами і навіть яблуками. Проте незмінними залишаються жирний домашній сир, якісне вершкове масло і домашні яйця.
Давньою міською традицією є споживання кави. «Львівський культ кави» широко відомий за межами міста. Вважається, що кожен «правдивий львів'янин» має принаймні раз на день пити каву. В центрі міста безліч кав'ярень, якими прокладені численні туристичні маршрути; щороку проводиться міське свято «На каву до Львова», на якому визначають найкращу кав'ярню міста.
Іншим продуктом, з яким часто ідентифікують Львів, вважається шоколад. Місцеві жителі називають його «чоколяда». Щороку в місті проводяться Свято шоколаду, Свято сиру і вина.

### Традиції

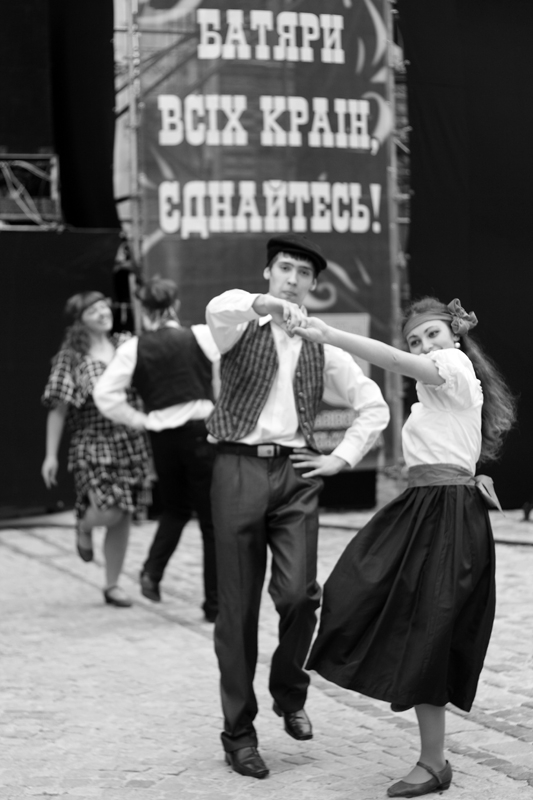
Святкування Дня батяра на площі Ринок 2008 року

Львів — споконвічне місто українсько-польського прикордоння, у якому століттями змішувалися традиції, культури і мови. Так, унаслідок взаємних запозичень, наприкінці XIX століття у міському середовищі сформувалася львівська ґвара — говір, що утворився внаслідок змішання української і польської мов з вкрапленнями німецької та єврейської лексики. На думку деяких дослідників, вона є складовою південнокреського діалекту польської мови, інші вважають її одним з варіантів балаку. У другій половині XX століття ґвара вийшла з широкого вжитку, однак багато слів досі побутують серед львів'ян. Останнім часом деякі інституції (Львівська міська рада, часопис «Ї») докладають зусиль для її певного відродження.
Наприкінці XIX — на початку XX століття розповсюдженою у Львові була субкультура батярів — авантюристів і гульвіс, які з часом набули кумедних рис. Вона стала причиною формування міського фольклору, який іще називають батярським. Львівський міський фольклор ув основному складає батярські пісні (найвідоміша — неофіційний гімн міста «Тільку ві Львові») і легенди (видані в численних збірниках; найвідоміші серед них — «Легенди Львова» Юрія Винничука і «Легенди старого Львова» Ілька Лемка). З 2000-х років для відродження батярських традицій у Львові щорічно, 1 травня, проводять День батяра.

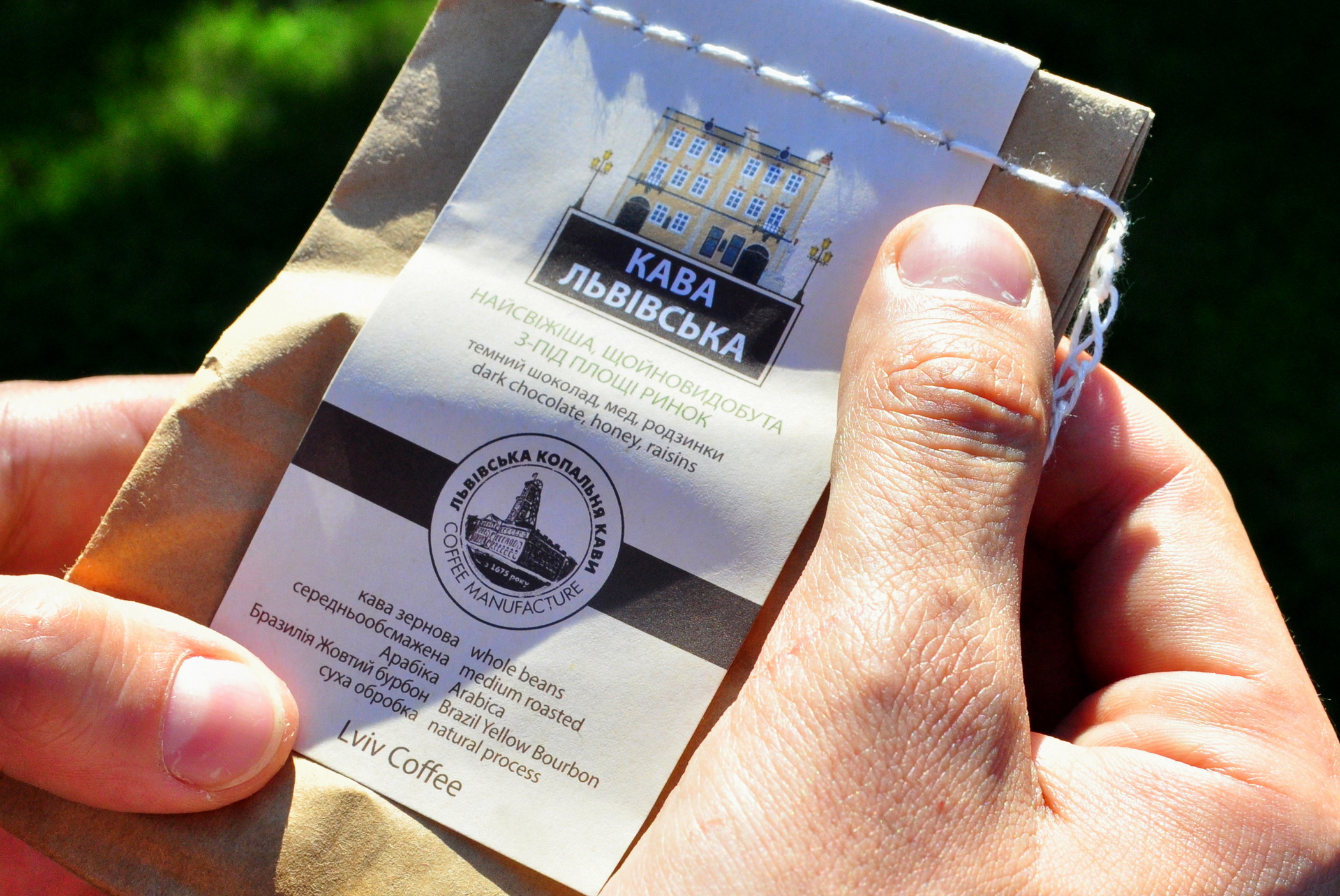
Львівська кава

Вважається, що жителі Львова мають праві погляди, а місто є «твердинею націоналізму». Разом із тим, зі Львова вийшло багато українських політиків, які вчинили значний вплив на сучасну політичну ситуацію в державі. Це В'ячеслав Чорновіл, Ірина Калинець, Богдан Горинь, Михайло Горинь, Левко Лук'яненко, Юрій Луценко, Василь Куйбіда, Тарас Чорновіл, Олег Тягнибок, Ганна Герман та інші. Свого часу в місті жили президент Монголії Цахіагійн Елбегдорж та один з лідерів російської опозиції Григорій Явлінський. З містом пов'язані життя історичних політичних діячів: Богдана Хмельницького, Романа Шухевича, Степана Бандери, Симона Візенталя, Якова Розенфельда, Мухаммеда Асада, Казимира Бартеля.
Особливим є святкування Різдва у Львові, під час якого в місті відбувається різдвяний ярмарок, встановлюється шопка та дідух, відбуваються народні гуляння, виступи вертепів та парад звіздарів, фестиваль «Велика коляда» і Свято пампуха.

## Архітектура
В архітектурі Львова, яка не сильно постраждала під час війн XX століття, відображено багато європейських стилів та напрямків, що відповідають різним історичним епохам. Після пожеж 1527 і 1556 року практично не залишилося слідів готичного Львова, проте добре представлено такі епохи: ренесанс, бароко, класицизм. Характерним для Львова став стиль сецесії, трапляються споруди в стилях ар-деко і берлінський модерн.
У місті встановлено більше півсотні пам'ятників: військових обелісків та меморіалів, монументів національним героям і визначним подіям, видатним жителям міста та регіону.

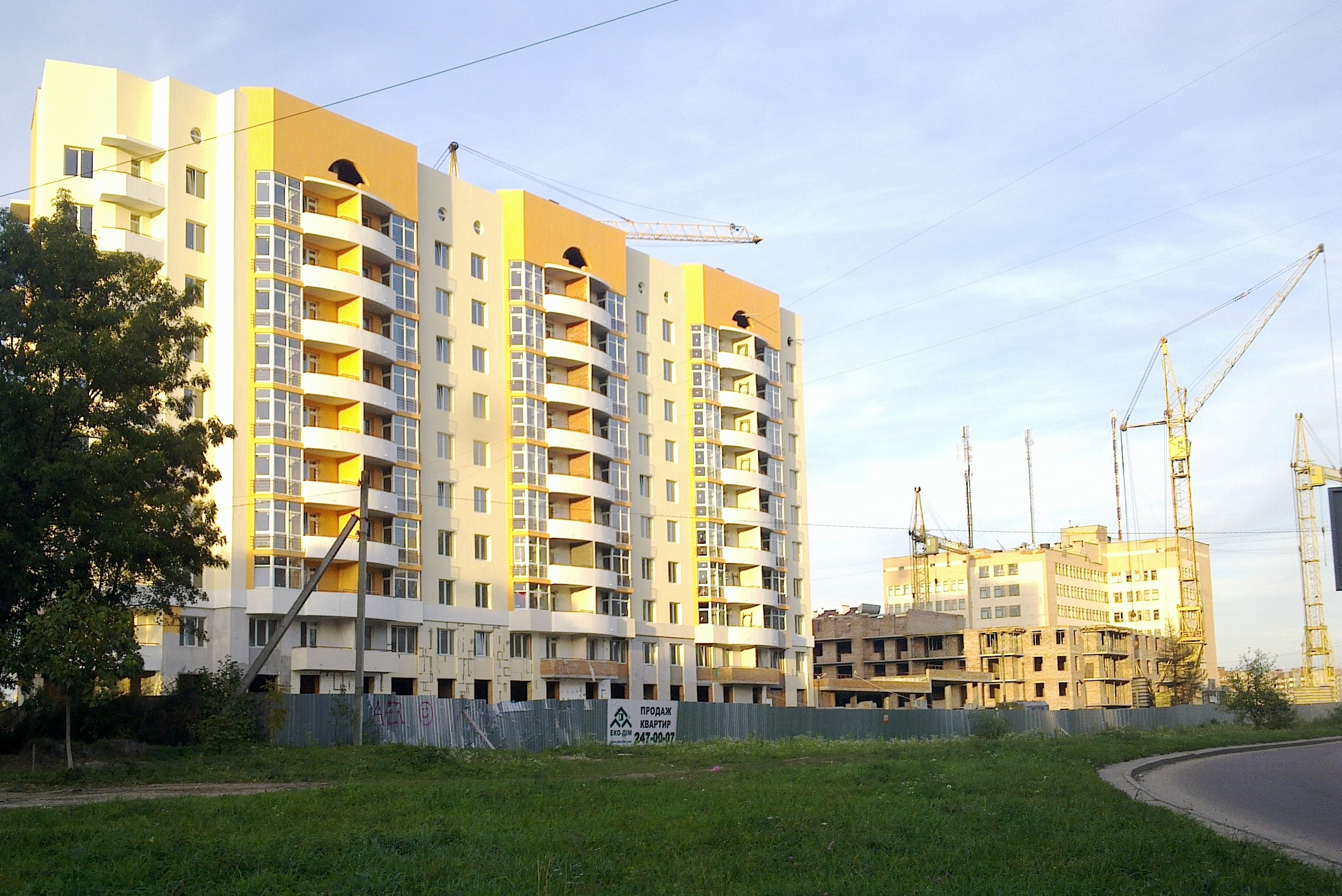
Новобудови Сихова (2012)

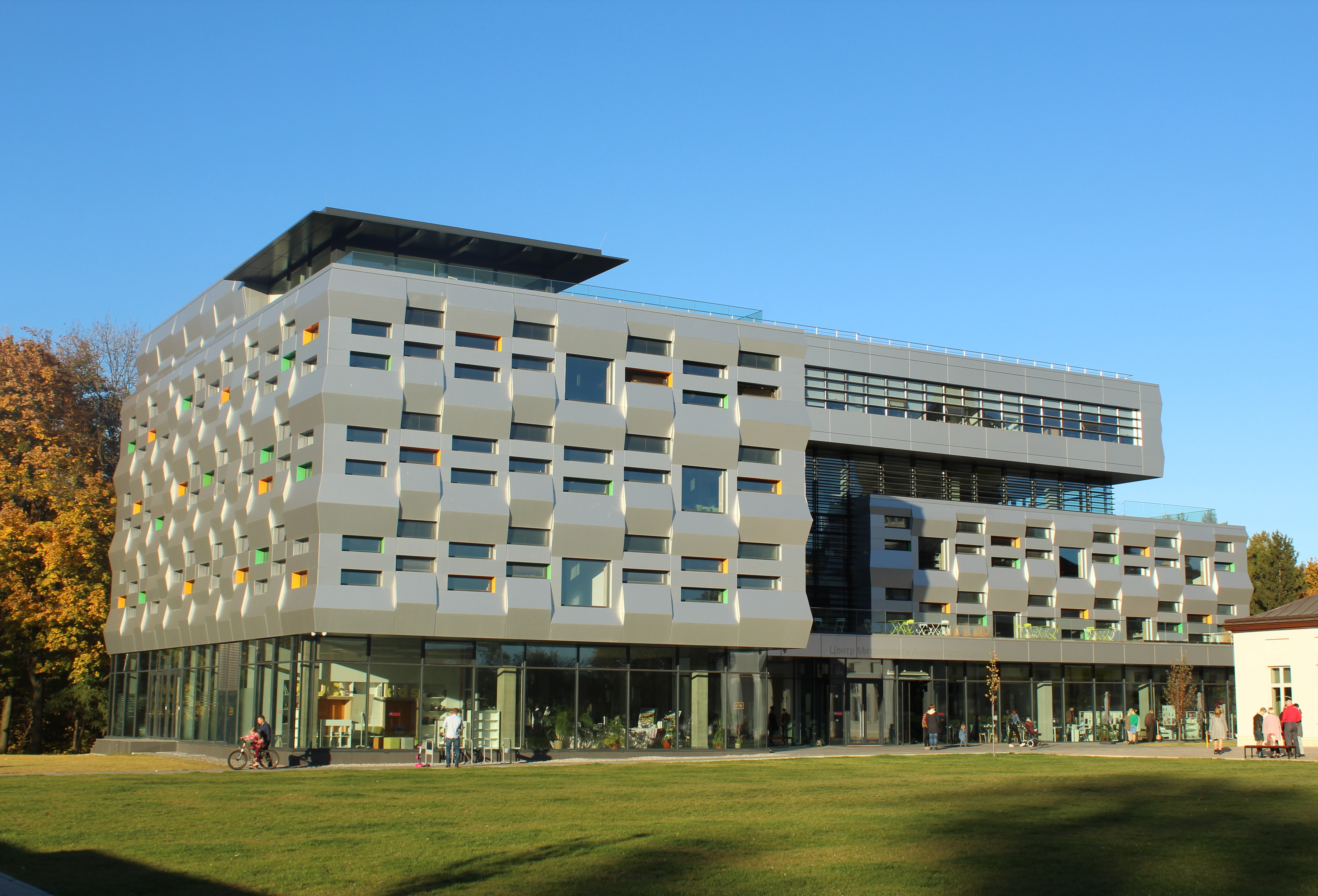
Центр імені Митрополита Андрея Шептицького, номінований на Премію Міс ван дер Рое

У Львові розташовано найбільше пам'яток архітектури серед усіх українських міст. Переважна їх більшість сконцентрована в історичному центрі, який занесено до списку Світової спадщини ЮНЕСКО. Серед найвизначніших архітектурних пам'яток міста Ратуша, ансамбль площі Ринок, Чорна кам'яниця, Палац Корнякта, колишній Домініканський костел, комплекс Успенської церкви, Королівський арсенал, Порохова вежа, Міський арсенал, монастир Бернардинів, Латинська катедра, Собор святого Юра, Костел святої Ольги і Єлизавети, Залізничний вокзал, Університет Франка, Оперний театр, Театр Марії Заньковецької, Преображенська церква, Вірменська церква, Монастир святого Онуфрія, Церква Святої Параскеви П'ятниці та інші.
На південь та на схід від Старого міста йдуть елітні райони, забудовані, передовсім, наприкінці XIX — на початку XX століття. Навколо них — радянська забудова: промислові зони та спальні райони. На долю типового масового житла припадає 40 % житлових площ міста. Ще близько 20 % житла — приватна малоповерхова забудова, переважно зосереджена на околицях, у районах, де раніше були приміські села. У Львові спостерігається найвища щільність міської забудови серед усіх обласних центрів і великих міст країни.
З 1990-х років значно знизилися темпи будівництва. Так, 1990 року було здано 369 тисяч квадратних метрів житла, 1995 року — 90 тисяч квадратних метрів, а в 2000-ому — 96 тисяч квадратних метрів житлової площі. Починаючи з 2003 року темпи будівництва поступово нарощуються. 2005 року було здано 158,7 тисяч кв. метрів житлової площі, 2009 року — 187,2 тисяч кв. метрів, а 2012 року — 242,5 тисяч кв.метрів житла.

## Спорт

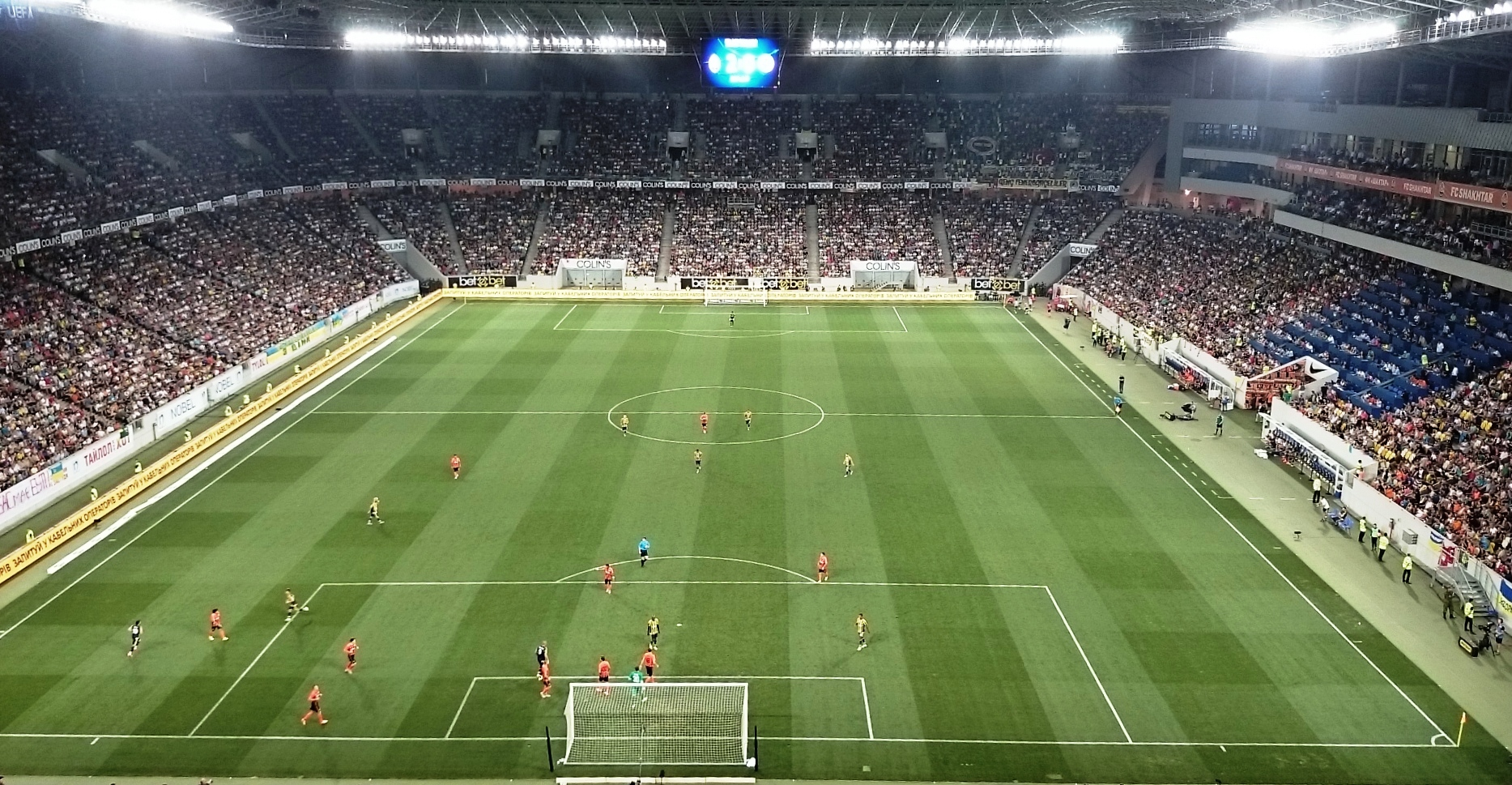
Стадіон «Арена Львів» зсередини під час матчу (2015)

Спорт у Львові має давню історію. У місті відбулися перші на території сучасної України футбольний матч (1894) та хокейний матч (1905). У 1930-х рр. у місті також проводилися Рівнинні перегони Краків-Львів. 4 вересня 1931 року, у Львові відбувся перший конгрес ФІТА — Міжнародної федерації стрільби з лука. У серпні-вересні того ж року Львів прийняв перший чемпіонат світу і Європи зі стрільби з лука. Львівський хокейний голкіпер Микола Скрипій одним з перших в історії почав використовувати захисну маску для обличчя — ще 1933 року. Він сконструював її з військового шолома, причепивши спереду дротяну маску.
1969 року львівський футбольний клуб «Карпати» став єдиним клубом із нижчої ліги, який здобув Кубок СРСР з футболу. Сьогодні він представляє місто у футбольній прем'єр-лізі України. Інший львівський клуб, ФК «РУХ» Львів, також представляє місто у футбольній прем'єр-лізі України.
Щороку в місті проводиться наймасштабніший фестиваль футбольних фанів у Східній Європі «EUROFANZ». Львів був одним з міст-господарів чемпіонату Європи з футболу 2012 року.
Також у Львові з 2012 року у рамках чемпіонату України Української Ліги Американського Футболу ULAF грає команда з американського футболу Львівські Леви, а гравці клубу регулярно викликаються на матчі збірної України з американського футболу.
Головною спортивною спорудою Львова є стадіон «Арена Львів». Окрім того, у місті функціонують стадіони «Україна», «СКА», «Скіф», «Юність» та інші. У Львові знаходиться також єдиний в Україні критий велотрек — Велотрек СКА.

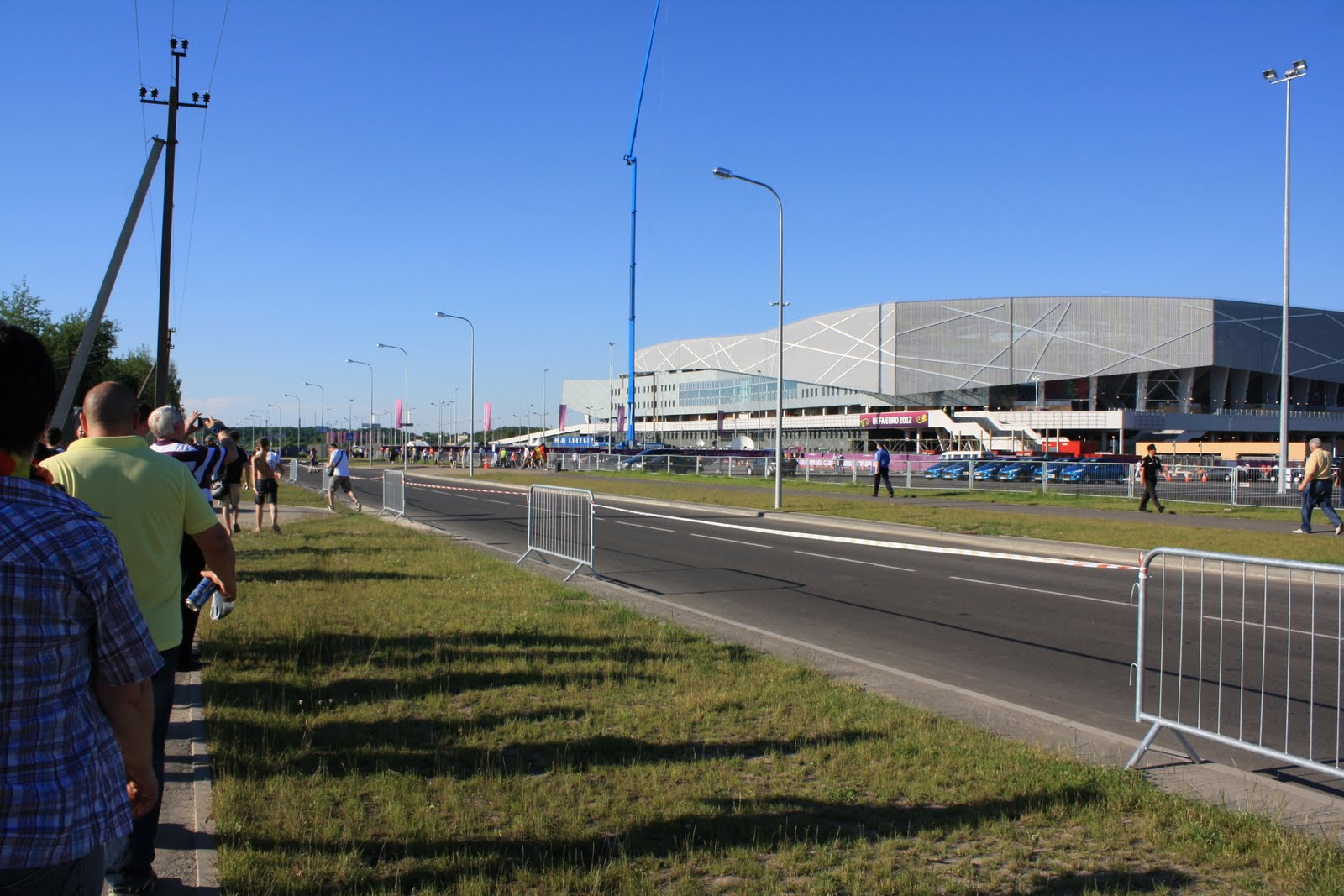
Стадіон «Арена Львів», вид ззовні

Львів є одним з лідерів українського футзалу — у сезонах 2006/07, 2011/12 та 2015/16 чемпіоном України ставала «Енергія», а в першостях 2008/09 та 2009/10 переміг «Тайм». Жіночий гандбольний клуб «Галичанка» починаючи із сезону 2001—2002 років перебуває у чільній трійці вищої ліги чемпіонату України. Також, є дворазовим чемпіоном (2015, 2016) і п'ятиразовим срібним призером (2005, 2007, 2008, 2013, 2014). У вищих лігах національних чемпіонатів Львів також представляють баскетбольний клуб «Політехніка-Галичина», ватерпольний клуб «Динамо» та волейбольний клуб «Львів».
Львівська шахова школа за радянських часів була однією з найвідоміших у СРСР і дотепер залишилася серед провідних шахових центрів України. Серед найвідоміших гросмейстерів міста Степан Попель, Леонід Штейн, Олександр Бєлявський, Андрій Волокітін, Василь Іванчук та інші. Відомими є також львівські лукова, регбійна, спідвейна та велотрекова школи.
Львів мав приймати Чемпіонат Європи з баскетболу 2015 року, однак через ситуацію в країні від проведення вирішили відмовитися. Натомість надано пріоритетне право проведення Європейського чемпіонату 2017 року. Уряд України мав намір висунути кандидатуру Львова на проведення Зимових Олімпійських ігор 2022 року.

## Міжнародна співпраця
Львів має 32 міста-побратими:
| - Вінніпег, Канада (1973) - Фрайбург, Німеччина (1989) - Рочдейл, Велика Британія (1992) - Ряшів, Польща (1992) - Будапешт, Угорщина (1993) - Рішон-ле-Ціон, Ізраїль (1993) - Краків, Польща (1995) - Перемишль, Польща (1995) - Самарканд, Узбекистан (2000) - Кутаїсі, Грузія (2002) | - Вроцлав, Польща (2003) - Лодзь, Польща (2003) - Люблін, Польща (2004) - Корнінг, США (2004) - Баня-Лука, Боснія і Герцеговина (2004) - Рига, Латвія (2008) - Тбілісі, Грузія (2013) - Вільнюс, Литва (2014) - Пловдів, Болгарія (2016) - Ченду, Китай (2017) - Канни, Франція (2022) | - Орхус, Данія (2023) - Вюрцбург, Німеччина (2023) - Пула-Пола, Ховатія (2023) - Рейк'явік, Ісландія (2023) - Катовіце, Польща (2023) - Грац, Австрія (2024) - Мехелен, Бельгія (2024) - Франкфурт-на-Майні, Німеччина (2024) - Брно, Чехія (2024) - Тарту, Естонія (2024) - Турин, Італія (2024) - Уппсала, Швеція (2025) |

### Міста-партнери
Кобе, Японія (2023) 
Харків, Україна (2024)
У Львові є генеральні консульства Польщі та Чехії, почесні консульства Австрії, Бразилії, Бельгії, Білорусі, Болгарії, Ізраїлю, Казахстану, Канади, Королівства Нідерландів, Німеччини, Південної Кореї, Латвійської Республіки, Литви, Молдови, Франції, Угорщини. У місті також діє Візовий центр Посольства Іспанії в Україні та постійно перебуває Консульський кореспондент Посольства Італії в Україні; діє Британська рада.
Також функціонують представництва ОБСЄ, Консультативна місія Європейського Союзу (КМЄС), представництво ЄБРР, Альянс Франсез, Австрійський центр, Goethe-Institute, GIZ (Німецьке товариство міжнародного співробітництва).
Львів є членом організацій «Eurocities», «European Cities Marketing», OWHC (Організації міст світової спадщини) та «Energie-Cites».

## Личаківський цвинтар
Державний історико-культурний музей-заповідник «Лича́ківський цви́нтар» — меморіальний цвинтар у Львові. На 86 полях загальною площею 40 га розміщені понад 300 тисяч поховань (зокрема понад 2000 гробівців), на могилах встановлено близько 500 скульптур і рельєфів. Відкритий 1786 року, один із найстаріших теперішніх комунальних цвинтарів Європи.

## Відомі особистості

### Народилися
- Амвросій Бучма — український актор і режисер.
- Аллен Ірвінг (1905—1987) — продюсер та режисер театру та кіно.
- Стані́слав Герман Ле́м — польський письменник-фантаст єврейського походження.
- Людвіг фон Мізес — австрійський економіст, основоположник неолібералізму.
- Емануель Акс — американський піаніст, викладач Джульярдської школи.
- Ян Лукашевич — професор логіки і математики Львівського, Варшавського і Дублінського університетів.
- Казимир Бартель — польський математик і політик, прем'єр-міністр Польщі.
- Збіґнєв Герберт — польський поет.
- Любомир Гузар — кардинал, голова Української Греко-Католицької Церкви.
- Роман Віктюк — театральний режисер.
- Григорій Явлінський — радянський та російський політик.
- Руслана Лижичко — українська співачка, переможниця Євробачення 2004.

### Проживали
- Юзеф Бем — полководець, польський й угорський національний герой.
- Герман Авербах — польський математик єврейського походження.
- Михайло Грушевський — український історик, політичний діяч, перший керівник УНР.
- Рудольф Вайгль — вчений, винайшов вакцину від тифу.
- Іван Вакарчук — фізик, міністр освіти і науки України.
- Василь Іванчук — український шахіст, гросмейстер.
- Святослав Вакарчук — композитор, поет, співак, політик.
- Євген Коновалець — український політичний та військовий діяч.
- Соломія Крушельницька — українська оперна співачка.
- Йосип Сліпий — український церковний діяч, єпископ УГКЦ, кардинал католицької церкви.
- Іван Франко — поет, письменник, науковець, громадський діяч.
- Вʼячеслав Чорновіл — політик, публіцист, політичний в'язень.
- Андрей Шептицький — митрополит УГКЦ.
- Роман Шухевич — український політичний та військовий діяч, командувач УПА.